# Amszterdam története

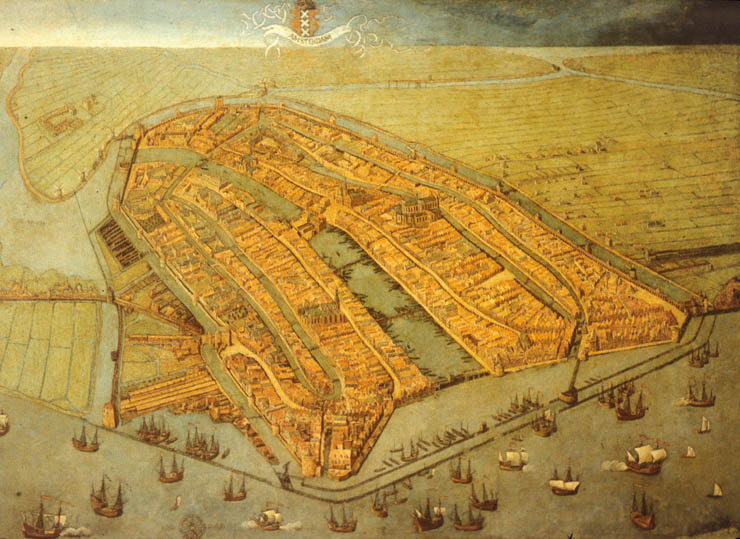
Amszterdam legrégebbi ábrázolása, 1530 körüli kortárs „látkép” (észak a kép alján)

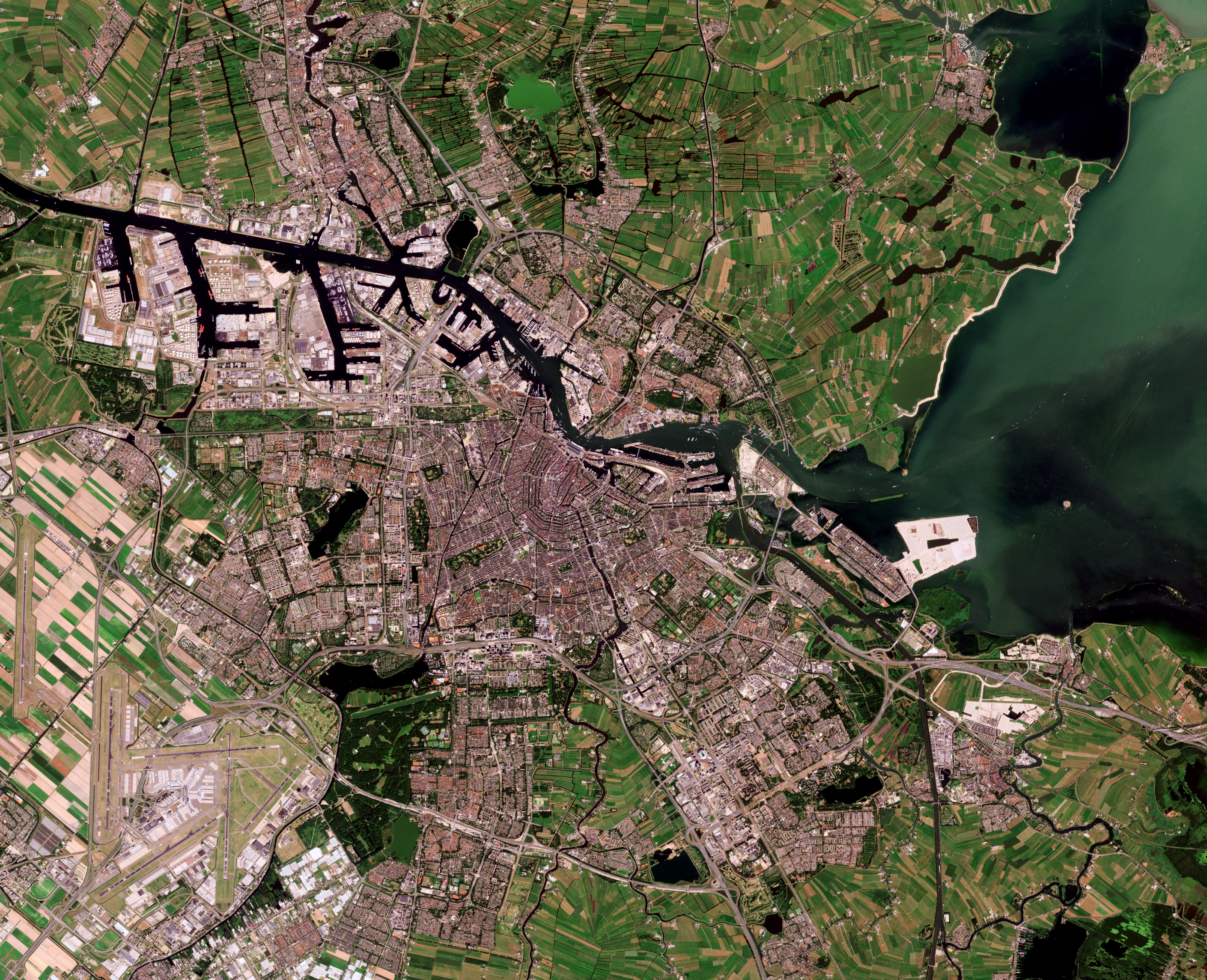
Amszterdam műholdfelvételen, 2020

Amszterdam története a középkorig vezethető vissza. Kis halászfaluból indulva 1494-ben már 1919 lakóháza volt egy oklevél szerint; 1562-ben pedig már csaknem 6000. Lakossága 1600-ban 15 000 fő lehetett és mire gazdasági fejlődése kibontakozott, ennek kétszerese lett. Amszterdam a világ egyik legnagyobb kereskedővárosává fejlődött a 17. századi holland aranykor idejére, s Hollandia fővárosa lett. Lakosainak száma 2023-ban 918 000 volt.

## Őstörténet
A mai Amstel és az IJ vizei partján és medrében, a mai Damrak és Rokin területén végzett korszerű régészeti kutatások mintegy 4600 évvel ezelőtti újkőkorszaki, illetve római kori leleteket is felszínre hoztak.

## A város alapítása

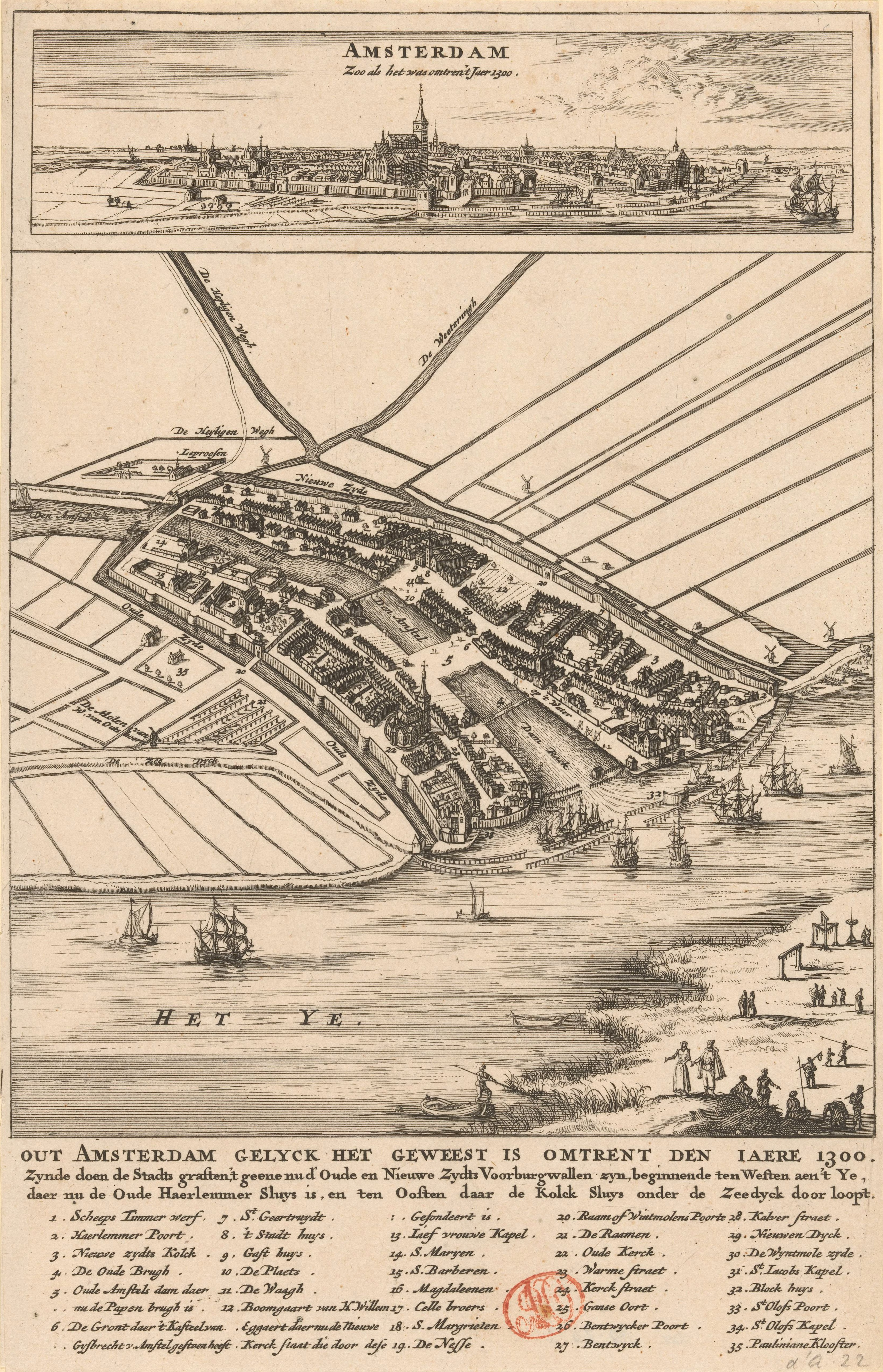
Amszterdam 1300 körül, 1692 körüli elképzelés

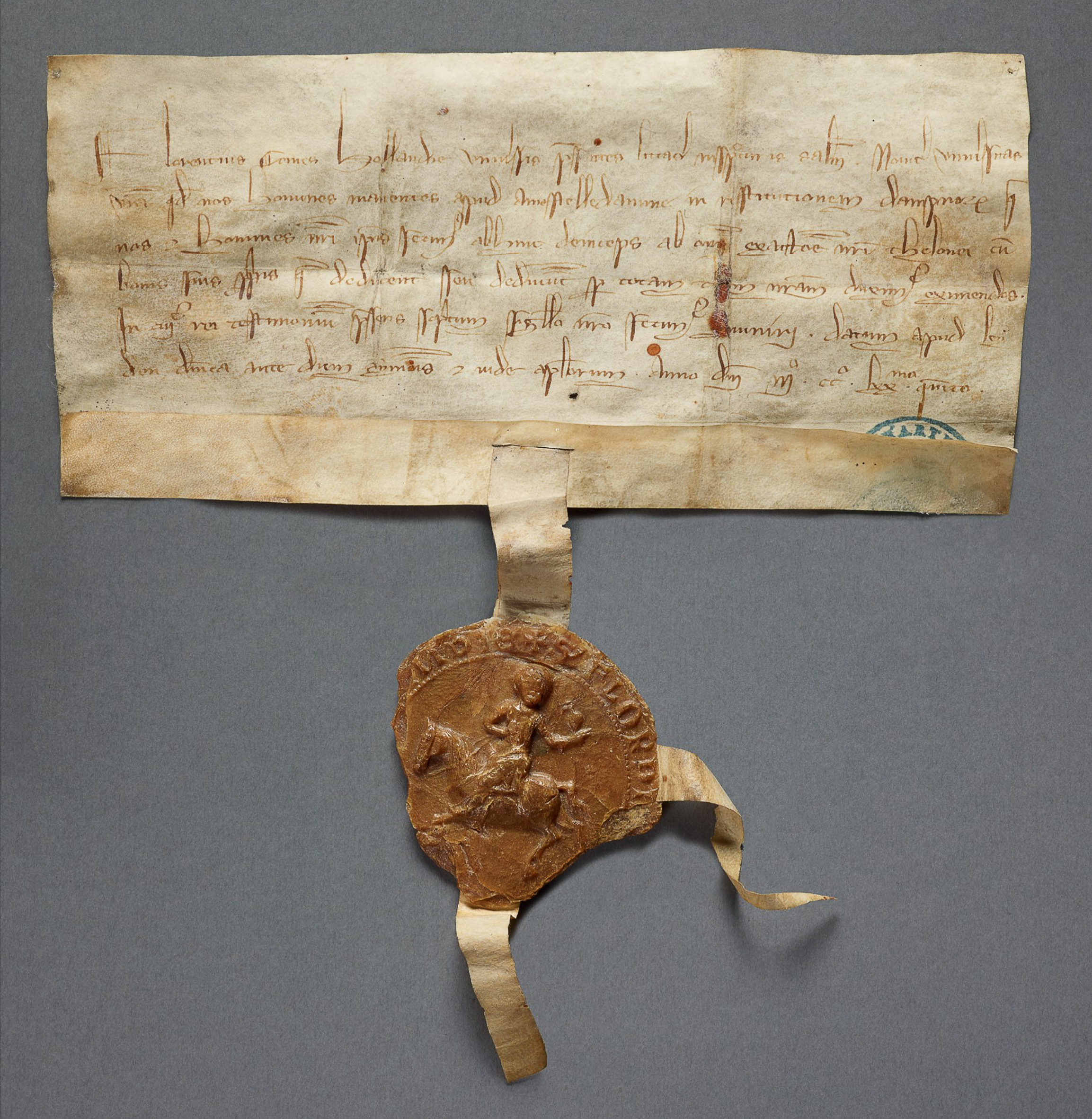
Adománylevél Amszterdam vámmentességéről, 1275

### Legendák
A helyi mondák szerint két norvég halász és egy kutya hajótörést szenvedett a Flevo-meernek (a későbbi Zuiderzee) azon a részén, ahol az Amstel folyó vize az IJen keresztül a tengerbe ömlik. Ott menedékre leltek, s nemsokára családjukat is idehozták, települést alapítottak, így ők lettek a későbbi Amszterdam első lakói. Ez a hagyomány egy 15. századi rajzra vezethető vissza, amely egy koggét (középkori hajót) ábrázol két férfival és egy kutyával, amelyen az emberek páncélban vannak, és a hajó tatján az akkori Amszterdam zászlaja lengedez. Egy másik monda szerint a vihar által partra vetett norvég halászok, amikor a fáradtságtól kimerülten elaludtak, azt álmodták, hogy ott, ahol a kutya fekszik, kápolnát kell alapítaniuk védőszentjük, Szent Olaf tiszteletére. Azon a helyen, amely körül a halászok a monda szerint családjukkal együtt letelepedtek, ma is kápolna áll. Ez a kápolna kívül esik a mai Damtól, attól a gáttól, amelynek Amszterdam (illetve ekkor még Amstelledamme) létezését köszönheti.

### Letelepedés
Amszterdam tulajdonképpeni története 1000 körül kezdődik. Az akkor Aemestelle nevű mocsaras területet Utrecht környékéről érkezett telepesek kezdték megművelni. Vízelvezető árkokat ástak, kialakult a földvisszanyerők gazdálkodó közössége, akárcsak máshol a belső dombosabb vidék (Het Gooi) és a holland dűnék közötti tőzeges területen. Amikor a tőzeg a lecsapolás miatt kezdett megsüllyedni, gátakat kellett építeni, hogy megvédjék az alacsonyabbra került területeiket a tengervíztől. A terület fokozatosan az Amstelland nevet kapta. Első ismert ura az utrechti püspök szolgálatában felemelkedett bizonyos Wolfgerus van Amstel (1075 k. – 1131) volt. Egy fennmaradt oklevélben, 1126. július 27-én Wolfgerus de Amestelle néven szerepel, ami bizonyos önállóságát jelzi. Minden bizonnyal ő volt az Amstel urai (Heren van Amstel) elnevezésű holland nemesi család őse.

### Gát az Amstel folyón
Az Amstel nyugati partja menti gáton (ma Nieuwendijk utca) 1225 körül épültek Amszterdam legrégebbi lakóházai. Valamivel később a keleti oldalon lévő töltés is benépesült (ma Warmoesstraat utca). A két part között 1250 körül épült egy zárógát zsilipekkel (a jelenlegi Dam tér). Az Amstelnek az IJ (akkor tengeröböl) vizébe vezető torkolata, a jelenlegi Damrak így lett a kis település első tengeri kikötője. A Dam tér szárazföldi oldalán lévő Rokin belvízi kikötővé vált. Ez lett az alapja egy kereskedelmi településnek, amelyből végül Amszterdam hatalmas kereskedővárosa kinőtt.

## 13–16. század
Amstelledamme első írásos említése 1275. október 27-éről származik, amikor V. Florián holland gróf biztosította a lakóknak a vámszabadságot. Ez jogot adott az Aemstelledamme környéki lakosoknak az ingyenes hajózáshoz a Holland Grófság területén, anélkül, hogy bárhol vámot kellett volna fizetniük. A gróf célja ezzel a kedvezménnyel az volt, hogy a települést és környékét (Amstelland) befolyási övezetébe vonja. Közigazgatásilag ugyanis a terület az utrechti püspökök alá tartozott. A település lakói ekkor már főleg kereskedelemből, hajózásból és halászatból éltek. A vámmentesség révén nagy előnyhöz jutottak a többi holland településsel szemben. Amstelland urai azonban nem elégedtek meg ezzel, és 1296-ban meggyilkolták V. Floriánt, ami után Amszterdam ismét az Utrechti püspökség alá került.

### A kereskedelem fellendülése
Annak ellenére, hogy földrajzi szempontból előnytelen helyen alapították (lágy talaj, természetes kikötő hiánya), illetve kívül esett a fő európai kereskedelmi útvonalakon, a város mégis gyorsan fejlődött kereskedőinek, kézműveseinek és hajósainak köszönhetően. Elsőnek a Hanza-szövetség városaival építettek ki kereskedelmi útvonalakat. Egy 1248-ból származó oklevél szerint III. Gijsbrecht van Aemstel (1200 k. – 1252 k.) felkérte Lübeck város tanácsát, hogy adják vissza az amszterdamiak tulajdonát képező lefoglalt koggét (magas orral és magas tattal épített hajótípus). Ez arra enged következtetni, hogy a kereskedelmi szálak már korábban létrejöttek. A város hajósai eleinte a hamburgi üzletembereknek dolgoztak.

### Városi jogok
1301 körül Gwijde van Avesnes, Utrecht püspöke, városi jogokat adományozott Amszterdamnak. A település ekkoriban még nem rendelkezett városias vonásokkal; a városi jog megadása az Utrecht püspöke és a holland grófok közötti vetélkedés eredménye volt.
1302-ben több holland tartományban, így a Holland grófságban is zavargások támadtak, flamand csapatok be is hatoltak az Észak-Holland tartományba. Ezt kihasználva a környező Amstelland ura, Jan I van Amstel a saját uralma alá vette a várost, és megszerezte a lakosság támogatását is. A holland grófok azonban az Amszterdam ostroma (1303) elnevezésű eseménysor révén 1304-ben elfoglalták a várost. I. Jan van Amstel ismeretlen helyre menekült, ezzel nemesi családjának vége szakadt. A város lakosságát súlyosan megbüntették, jogait megvonták, hídjait lerombolták. Gwijde van Avesnes utrechti püspök halála után, 1317-ben III. Vilmos holland gróf megörökölte egész Amstelland területét, ezután Amszterdam véglegesen a Holland grófság része lett, és visszakapta városi kiváltságait.
A település gyors fejlődésnek indult. Nem sokkal 1300 után megépült az első templom, a mai Oude Kerk. A kereskedelem révén a város a Damrak csatornával párhuzamosan nőtt, s a falu 1000 fős lakossága 1400-ra már 3000 körüli lett.

### Kereskedelem és polgári kormányzás

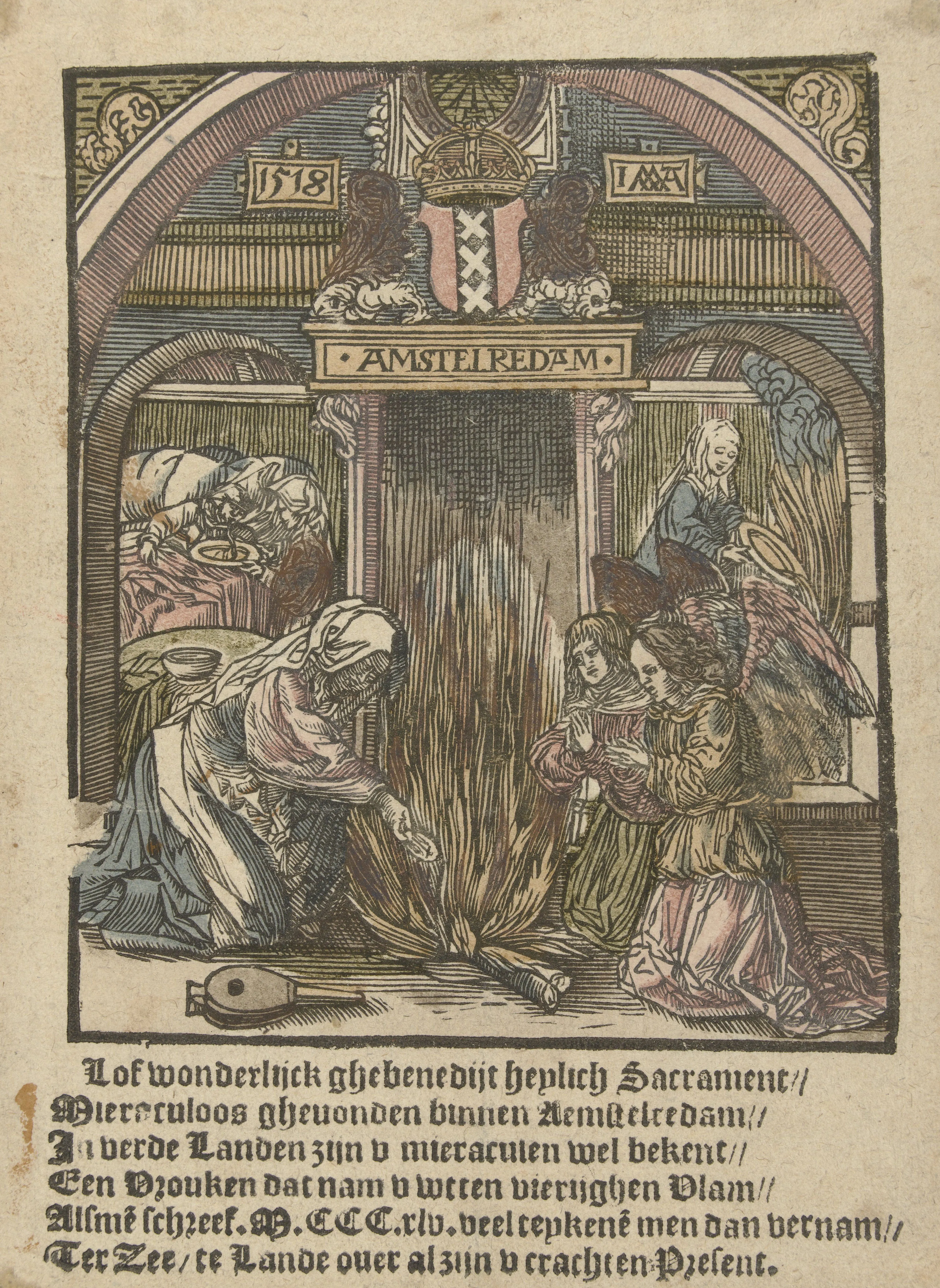
Az amszterdami csoda ábrázolása

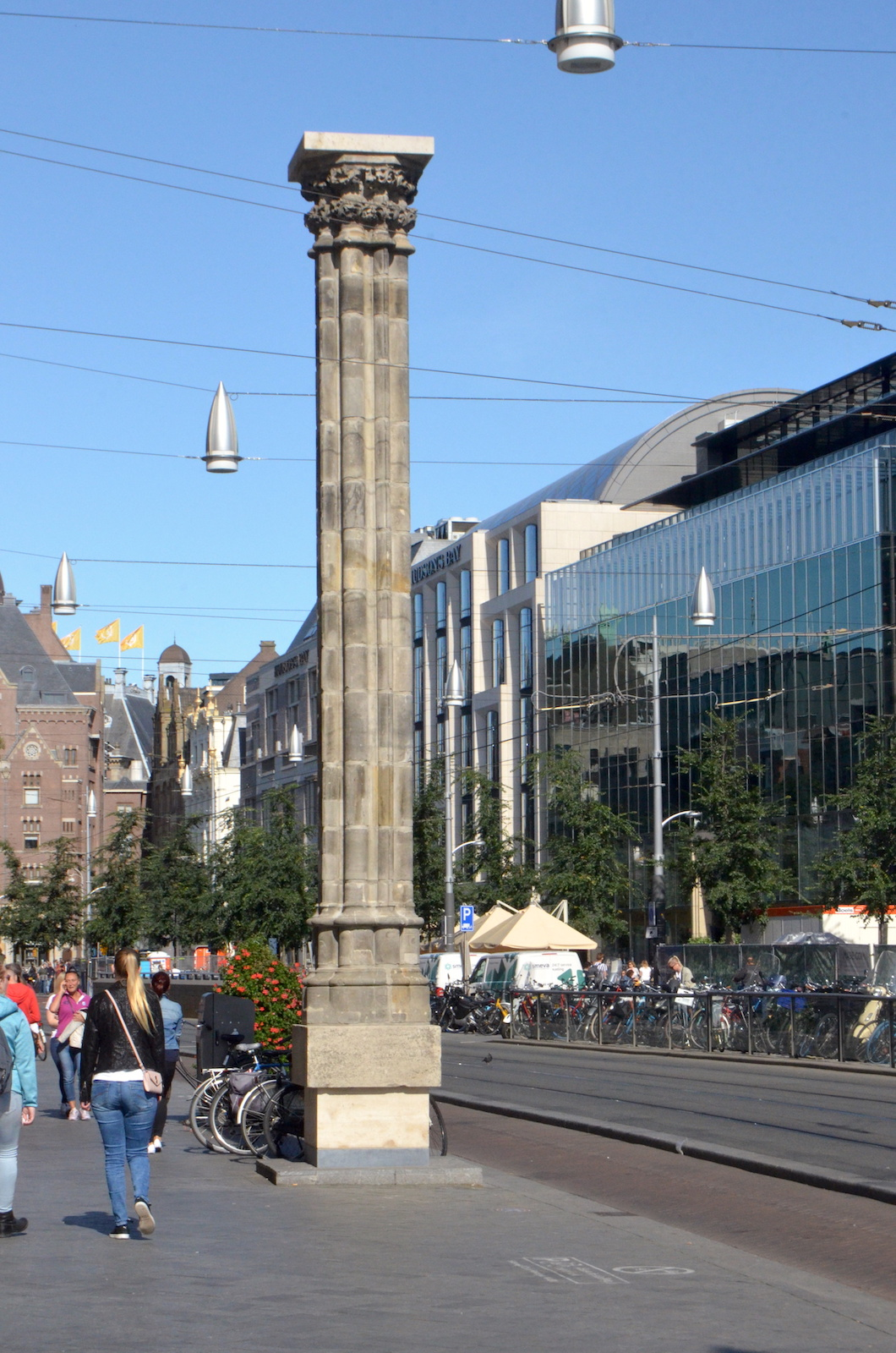
A csoda kápolnájának maradványa, oszlop a Rokinon

1323-ban III. Vilmos gróf vámot vetett ki a hamburgi sör importjára, amelyre Amszterdam kapott kizárólagos jogot. Ezzel a hamburgi importtal kapcsolatban a város kereskedői olyan összeköttetéseket építettek ki, amelyek megalapozták balti-tengeri kereskedelmük kiterjesztését. Amszterdam 1369-ben ugyan csatlakozott a Hanza-szövetséghez, de önálló politikáját megtartotta, így hamarosan szembekerült a többi hanza várossal. A holland grófok támogatásával Amszterdam nemsokára fel is mondta a szövetséget. 
A gabona és fa importja a 14. és a 15. századokban a Balti-tenger mentén fekvő országokból az amszterdamiak kifejezése szerint minden kereskedelmük anyja lett (moedernegotie). IV. Vilmos holland gróf 1342-ben – fizetség ellenében – kibővítette Amszterdam városi jogait. A 15. századra a város a Holland grófság legnagyobb kereskedővárosa és Észak-Németalföld magtára lett.
Hamarosan kialakult a város polgári kormányzása: létrejött a prominens polgárokból álló tanács, „testvérszövetség” (vroedschap), amely rendeleteket bocsáthatott ki. A testvérszövetség évente frissítette tagságát, de kizárólag kooptálás révén, tehát saját maguk döntöttek az új tagokról. A közigazgatási és igazságszolgáltatási elöljárókat (schepenen) a gróf, később a grófság kormányzója (stadhouder) nevezte ki.
A 14. század derekától alakult ki az amszterdami beginaudvar.

### Amszterdami csoda
Amszterdam a rivális Utrechttel szemben vallási téren is megerősítette helyzetét. 1345. március 15-én eucharisztikus csoda történt a Kalverstraat egyik házában. A legenda szerint egy pap egy haldoklónak az utolsó kenetet akarta feladni, és ostyát helyezett a haldokló szájába, aki azonban azt kivette és eltörte, később hozzátartozói a tűzbe vetették. Az ostya azonban nem égett el. A szent tárgyat elvitték az Oude Kerk papjához, de az másnapra újra a házban volt. Ez még kétszer megismétlődött. A csodát felismerve a ház helyén kápolnát emeltek, és Amszterdam zarándokhellyé vált. A reformáció után a kápolnát elbontották, ma csak egy oszlop emlékeztet rá a Rokinon.
A vallási fellendülés során mintegy húsz kolostort és számos templomot építettek városban, amelyek közül a legnagyobbak az Oude Kerk (Öregtemplom) és a Nieuwe Kerk (Újtemplom) voltak. A csoda évfordulóján a reformációig minden évben nagy felvonulást rendeztek Sloten faluból (ma Amszterdam része) a csoda helyszínén álló kápolnáig. A felvonulás útjának egy szakaszára ma a Heiligeweg azaz „Szent út” utcanév emlékeztet Amszterdam belvárosában.

### Burgund korszak
1384 és 1482 között a németalföldi tartományok mind nagyobb része a burgund hercegek birtokába került. Amszterdam ez idő alatt is lendületesen fejlődött. 1425-től a város területe kibővült, és új védőárkot is ástak. 1428-ban épült ki a Singel csatornaív az IJtől a Boerenwetering csatornáig. 1450 körül folytatták a csatorna ásását az Amstelig. 
1421-ben és 1452-ben nagy tűzvészek pusztítottak a városban. Az újjáépítés több évtizeden át húzódott. Megtiltották a fa homlokzatok és nádtetők építését. Sok ház azonban megőrizte belső favázát, amely gyakran évszázadokig kitartott, esetenként tovább, mint a később hozzáadott kőhomlokzatok.
Fellendült a kereskedelem Franciaországgal is. A sót a La Rochelle melletti Brouage-ból (ma: Marennes-Hiers-Brouage része) importálták, és nagy haszonnal adták tovább a Balti-tenger menti országoknak.
Ekkoriban a Warmoesstraat lett Amszterdam leggazdagabb utcája, mígnem a 17. században csatornák övei vették át ezt a szerepet. 1413-ban megjelent a prostitúció városi szabályozása is. A „legősibb foglalkozás” űzése legális volt, feltéve, hogy az ügyfelek nőtlen férfiak voltak. A „futtatás” illegális volt, a nőket a városi rendészek védték. Ha el akarták hagyni a „szakmát”, a kolostorok voltak segítségükre. A történelmi belváros központjában a 21. században is csaknem ugyanott működik a De Wallen turisztikailag is híres piroslámpás negyede.

### Habsburg-korszak

Amszterdam címere a császári koronával

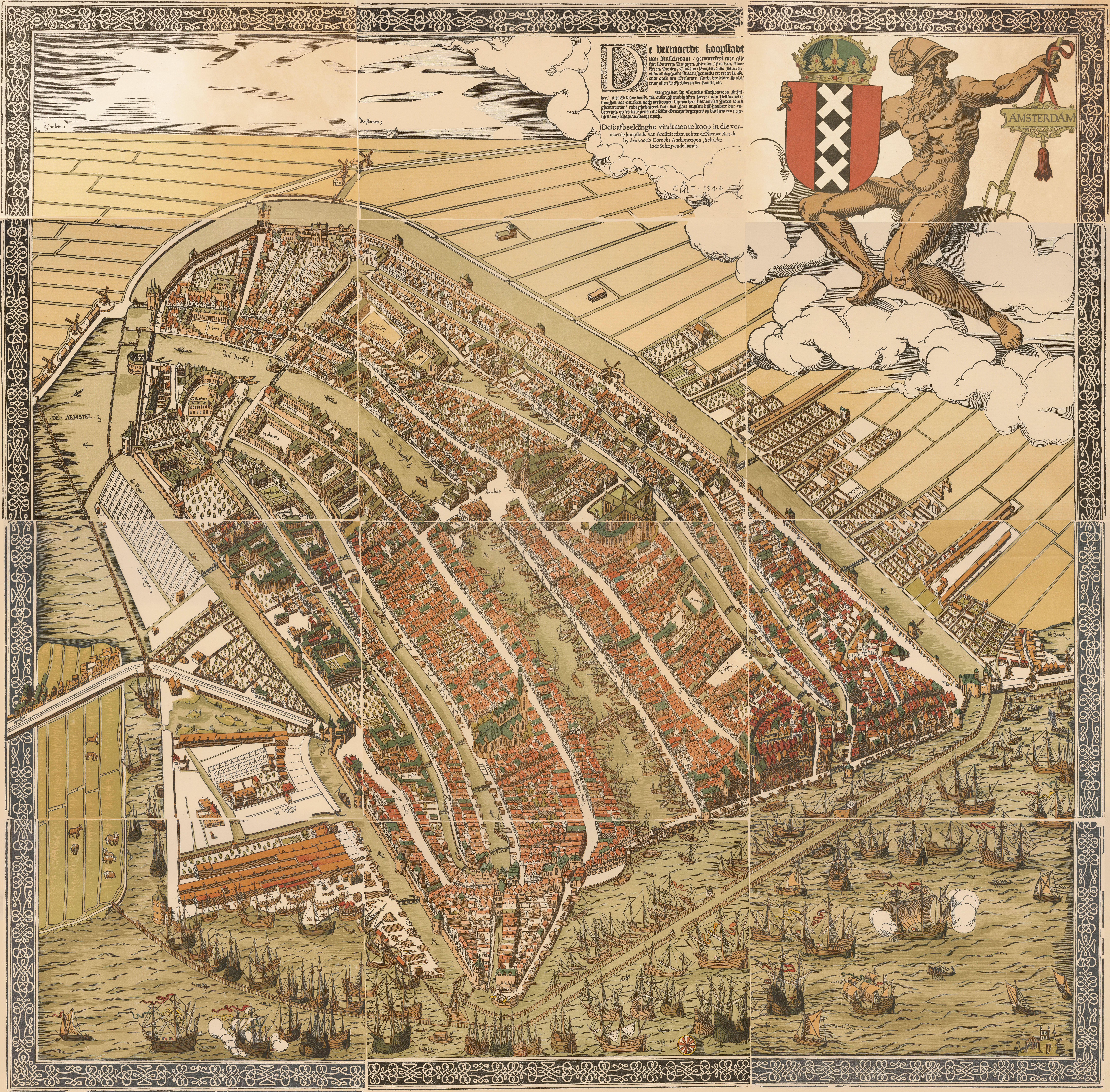
Amszterdam 1544-ben (Cornelis Anthonisz térképe)

Maximilian osztrák főherceg, későbbi német-római császár (aki házasság révén jutott a burgundi tartományok birtokába) utasítására 1481-től a Singel-csatorna menti földből készült védművet kőfallal cserélték fel. Az építkezés körülbelül húsz évig tartott. A városfal részei voltak a Schreierstoren és a Waag nevű ma is látható épületek.
Amszterdam anyagilag támogatta Miksa császárt háborúiban, ennek fejében 1489-ben jogot kapott arra, hogy a német-római császári koronát szerepeltethesse a városi címerben, a címerpajzs felett.
A 16. század elején teret nyertek a reformáció mozgalmai a római katolikus egyház ellen. 1535-ben az anabaptisták felkelést robbantottak ki a városban: egy csoportjuk megrohamozta a városházát, és megölte a polgármestert. A lázadást keményen leverték, tucatnyi halálos áldozattal. Itt is megkezdődött az eretnekek üldözése. Protestánsok nagy tömegei menekültek el a városból. Egy részük a Watergeuzen (tengeri koldusok) elnevezésű felkelők közé állt, mások Emdenbe, Brémába valamint Danzigba, sőt még távolabb, Königsbergbe menekültek mozdítható vagyonukkal, ahol – mint régóta megbecsült üzletfeleket – szívesen fogadták őket.

## A Hét Egyesült Holland Tartomány Köztársasága (1578–1795)
Időközben a holland tartományokban erősödtek a Habsburg-ellenes mozgalmak, kitört a németalföldi szabadságharc. Amszterdam eleinte II. Fülöp spanyol király pártján maradt, ezért a felkelők több ízben is megkísérelték elfoglalni. 1578-ban végül a város átállt I. Vilmos orániai herceg és a többi holland város oldalára. Ebben nagy szerepet játszottak a gazdasági megfontolások, mivel a harcok és a protestantizmus északi terjedése miatt Amszterdam fokozatosan vesztett kereskedelmi befolyásából. A reformáció amszterdami bevezetése, holland történelmi kifejezéssel az alteratie viszonylag békésen ment végbe, a katolikus papság és a spanyolokat támogató városi közigazgatás tagjai szabadon elhagyhatták Amszterdamot. Néhány év leforgása alatt a város képe és élete teljesen megváltozott. A keletről visszatért kereskedőkkel együtt németek is nagy számban érkeztek a városba. Portugáliai szefárd zsidók is jöttek, akik II. Fülöp üldözése elől menekültek Lisszabonból. Tőkéjük mellett tapasztalataikat, kapcsolataikat is magukkal hozták, különösen a földközi-tengeri, nyugat-afrikai, nyugat- és kelet-indiai kereskedelmet illetően. A Portugáliából érkezett zsidó bevándorlók között volt Baruch Spinoza, a nagy filozófus családja is.
Az Egyesült Tartományok legnagyobb városa, legfontosabb kikötője ebben az időben Antwerpen volt. A spanyol hadak azonban ostrom alá vették és 1585-ben elfoglalták. A város holland protestáns kereskedői északra, főleg Amszterdamba menekültek, a holland felkelők a Schelde folyónál blokád alá vették tengeri kikötőjét. Ezzel Antwerpen gazdasági jelentőségének túlnyomó részét elvesztette, ami hatalmas lehetőségeket nyitott meg Amszterdam előtt, amely átvette a vezető holland kereskedőváros pozícióját. Az Antwerpenből érkezett kereskedők tőkéjükkel, kapcsolataikkal, szakértelmükkel jelentős mértékben hozzájárultak (különösen a bankok és a biztosítás területén) Amszterdam felvirágoztatásához. Az antwerpeniek honosították meg a városban a cukorfinomítást és a gyémántcsiszolást. A spanyolok azonban bezárták kikötőiket az amszterdami kereskedők előtt, így azoknak új piacokat kellett keresniük. Ebben az időszakban gyors fejlődésnek indult a térképészet is, a hajózást segítendő. Jeles képviselői Petrus Plancius valamint Jan Huygen van Linschoten voltak.
A külkereskedelem által vezérelt gazdasági fellendülés kiterjedt a városi társadalom egészére: a befolyásos nagykereskedők sokaknak adtak kenyeret: hajóskapitányoknak és könyvelőknek, becsűsöknek meg fuvarosoknak, csónakosoknak, kikötőmunkásoknak és csomagolóknak.
1589-ben a városi kormányzat, elsőként Hollandiában, dologház létesítéséről döntött. Ennek célja a bűnözők és a szegény hajléktalanok elhelyezése volt. Addig a bűnözőket csak testi fenyítéssel, súlyosabb esetben száműzetéssel vagy kivégzéssel büntették.

### Új kereskedelmi útvonalak, társaságok, a gyarmatosítás kezdetei

Az Egyesült Kelet-indiai Társaság logója

A balti-tengeri kereskedelem mellett új irányokra is szükség volt. Portugália beolvadt a Hollandiával szemben ellenséges Spanyolországba, ezért a hollandoknak maguknak kellett a világtengerekre kilépniük kereskedelmük érdekében.
Amszterdami kereskedők egy csoportja már 1592-ben Lisszabonba küldte Cornelis de Houtman hajóst, hogy puhatolja ki a Kelet-Indiával való kereskedelem módjait. Az amszterdamiak közül az első nagy tengeri utat Houtman tette meg. 1595 és 1597 között a Jóreménység fokát megkerülve, Madagaszkár érintésével Bantamba és Baliba vitorlázott, visszafelé is ugyanezen az úton hajózott, bebizonyítva az ilyen utazások lehetőségét. Ezzel indult meg a holland gyarmatosítás.
1596-ban – ugyancsak Amszterdam város költségére – Jacob van Heemskerck és Willem Barents arra kaptak megbízást, hogy az északkeleti átjárónak nevezett útvonalon kíséreljék meg az összeköttetés felkutatását a Távol-Kelettel. Ők fedezték fel a Medve-szigetet és a Spitzbergákat. 1598-ban foglalták el a hollandok a Móric orániai hercegről elnevezett Mauritius-szigetet.
1602-ben megalapították az Egyesült Kelet-indiai Társaságot (Vereenigde Oost-indische Compagnie, röviden VOC) az első holland részvénytársaságot, amely Hollandiában privilégiumot kapott a Jóreménység-fokától keletre, valamint az úgynevezett Magellán-úton fekvő országokkal folytatandó kereskedelemre. Felhatalmazása kiterjedt arra is, hogy háborút indítson, egyezményeket írjon alá, településeket alapítson. Az Amszterdami Kamara az alaptőke felével vett részt a társaságban. A legfőbb részvényes Amszterdam volt. A vezetés a Tizenhét Úr nevű igazgatótanács kezében volt, nyolcukat Amszterdam választotta, a többieket más városi kamarák (Rotterdam, Delft, Hoorn, Enkhuizen és Middelburg) jelölték ki. Azokat az országokat, amelyek nem estek a Kelet-indiai Társaság kiváltságként kapott területére, mint Észak-Amerika, Brazília, Guinea, Nyugat-India és mások, továbbra is kisebb magánvállalkozók keresték fel hajóikkal. 1621-ben megalapították a Nyugat-indiai Társaságot, ezt szintén Amszterdamból irányították, és alaptőkéjének nagyobbik részét amszterdami vállalkozók adták. E társaság a városban raktárházak egész sorát építtette, helyenként ma is láthatók a G.W.I.C. (Geunieerde West-indische Compagnie) kezdőbetűk.
1609-ben a Tizenhetek szolgálatukba fogadták Henry Hudson angol hajóst, aki a Kína felé vezető északnyugati átjárót keresve Észak-Amerikába jutott és a később róla elnevezett Hudson folyón folytatta útját. A Hollandia számára elfoglalt területet Nieuw Nederlandnak (azaz Új Hollandiának
) nevezte el. A hollandok a bennszülöttektől 1626-ban megvásárolták és Új-Hollandiához csatolták Manhattan szigetét. Az itt később kialakult Nieuw-Amsterdam település lett New York elődje.
A Kelet-indiai Társaság megbízásából 1634-ben Abel Tasman Batáviából továbbhajózva felfedezte Van Diemenslandot, a későbbi Tasmániát, majd Statenlandot, a későbbi Új-Zélandot is. Abban az évben, amikor Rembrandt egyik legismertebb művét, az Éjjeli őrjáratot alkotta, 1642-ben, körülvitorlázták azt a földrészt, amelyet még 1597-ben a holland Cornelis Wijtfliet térképész Terra australisnak nevezett, és egy ideig szintén Új-Hollandiának hívták (a mai Ausztrália).

### Amszterdami Váltóbank és a tőzsde
A Kelet-indiai Társaság megalapítása után nagyon fontos lépés volt a város gazdasági növekedése szempontjából az Amszterdami Váltóbank megalapítása 1609-ben. Ekkorra a városba befolyó különféle pénzek, váltók kaotikus állapotot teremtettek. A Dirck van Os kezdeményezésére létrejött amszterdami bank a 17. század egyik legerősebb pénzügyi intézménye lett világszerte. Ezzel Amszterdam kereskedelmi szerepe mellett európai pénzügyi központtá is vált. 1611-re felépült a Rokinon a tőzsde is, Hendrick de Keyser építész alkotása.

### Amszterdam kiépülése
A város gazdagsága rengeteg bevándorlót vonzott. A lakosság száma 30 000-ről gyorsan 200 000-re nőtt. Déliek, németek, skandinávok egyaránt érkeztek. Gerbrand Adriaensz. Bredero amszterdami költő és színműíró nagy sikerű vígjátékot írt a migránsok beáramlásáról és a korabeli amszterdamiak ezzel kapcsolatos előítéleteiről.
A lakosság rohamos növekedése nagy építkezéseket tett szükségessé. Megkezdődött a város nagyvonalú kibővítése, a belvárost félhold alakban körülvevő jellegzetes csatornagyűrűk, grachtok kialakítása. A csatornák mentén keskeny homlokzatú, de hátrafelé kiterjedt patrícius- és kereskedőházak épültek. Az előkelő polgárok kiköltöztek a belvárosból a belső grachtokhoz, a külső grachtok környékét pedig kézműiparosok és munkások népesítették be: kovácsok, serfőzők, olajütők, cukrászok, kőfaragók. Akiknek a tevékenysége zajjal vagy netán kellemetlen szaggal járt, csak a Keizersgrachton kívül dolgozhattak. Ennek a negyednek a nyugati része Jordaan néven lett ismert mint az egyszerű emberek lakókörzete. A város alapterülete, amely 1593-ban 184 hektár volt, négyszeresére, 725 hektárra növekedett. A város IJ felőli oldalán szigeteket alakítottak ki hajógyárak és a Nyugat-indiai társaság raktárai számára.

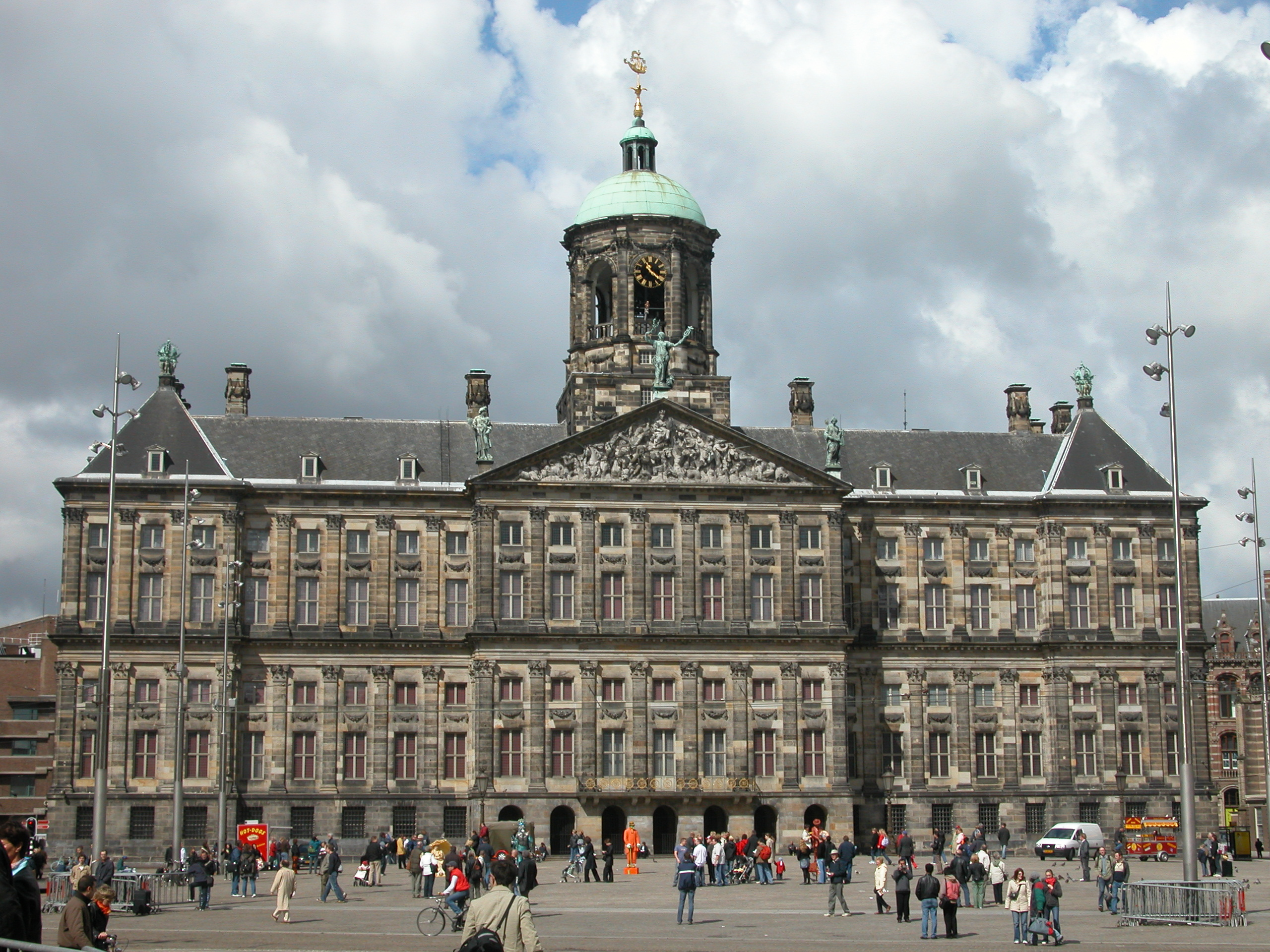
Az 1665-ben elkészült amszterdami városháza, ma királyi palota

A 16. század derekára a régi városháza elavult és nem felelt meg Amszterdam mint világváros számára. 1648-tól 1655-ig Jacob van Campen irányításával elkészült az új városháza, amely ma már a holland királyi palota.
A csatornaövek mentén felépültek a város nagy protestáns templomai is Hendrick de Keyser építész tervei alapja, reneszánsz stílusban: a Zuiderkerk (Déli templom, 1614), a Noorderkerk (Északi templom, 1623) és a Westerkerk (Nyugati templom, 1631).
A szegények számára jóléti intézmények is létesültek, gazdag családok alapítványai, de hivatalos városi és egyházi intézmények formájában is. A menhelyekre befogadták az elesetteket, öregeket, ellátták őket kenyérrel és tüzelővel. Ebben az időszakban számos kórház épült a pestis és a lepra kezelésére. Létesültek elmegyógyintézetek is. 1662–63-ban a város súlyos pestisjárványt élt át.
1600-tól a városi tanács kötelezővé tette a hidak kivilágítását a balesetek megelőzése érdekében. A gyertyalámpások azonban nem bizonyultak igazán megfelelőnek erre a célra. 1669-ben végül Jan van der Heyden festőművész és feltaláló terveit elfogadva kiépítették a városban az olajlámpások hálózatát, amelynek ő lett a felügyelője. Emberei november 8-a és május 8-a között esténként körbejárták a várost, és meggyújtották az olajlámpásokat. Amszterdam lett az első város a világon ilyen közvilágítással. Egy 1683-ból származó adat szerint az utcai lámpák száma 2380 volt.

### Kultúra, művészetek
A gazdasági fellendülés a tudomány, a művészetek és a műkereskedelem robbanásszerű fellendüléséhez is vezetett a városban. A kor híres, itt tevékenykedő alkotói voltak Pieter Corneliszoon Hooft és Joost van den Vondel költők, a zeneszerző Jan Pieterszoon Sweelinck és a filozófus Spinoza és René Descartes. A kereskedelmi utazók számára szükséges információk gyűjtése és feldolgozása révén a térképészet súlypontja is áthelyeződött Antwerpenből Amszterdamba. Legjelentősebb képviselői ennek a szakmának Willem Blaeu és a fia, Joan Blaeu voltak. A holland festészet aranykorának számos képviselője is ebben a városban tevékenykedett, közülük is kiemelkedett Rembrandt.
A „magas művészetek” mellett ugyanilyen mértékben vált a város kőfaragók, szobrászok és építészek működési területévé; az ő művészetük eredményeképpen születtek meg a lakóházakat díszítő domborművek, a világon egyedülálló oromzatok és a város szép tornyai. Több hírneves harangöntő is letelepedett Amszterdamban, közülük a legkiválóbbak a lotaringiai Hémony fivérek voltak. Nagy számban telepedtek le Amszterdamban arany- és ezüstművesek, számuk egy 1688. évi felmérés szerint 334 volt. Dolgoztak itt szőnyegszövők, takácsok, lenszövők és festők, valamint gyémántköszörűsök. 1620-ban jelentek meg Amszterdamban az első újságok. Százával tevékenykedtek a városban könyvnyomtatók és könyvkötők, valamint műkereskedők is.
Az amszterdamiak úgy találták, hogy szükség van a városon belül is felsőoktatásra, bár az első holland egyetemet 1575-ben a közeli Leidenben alapították meg. 1632-ben ezért Gerardus Vossius és Caspar Barlaeus, a kor nemzetközileg ismert tudósai, létrehozták a Athenaeum Illustre nevű felsőoktatási intézményt, a mai Amszterdami Egyetem elődjét.

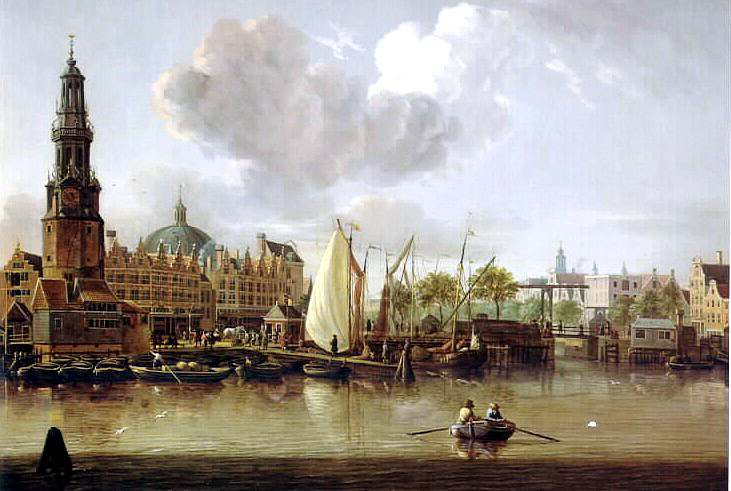
Harringspakkertoren környéke 1690-ben

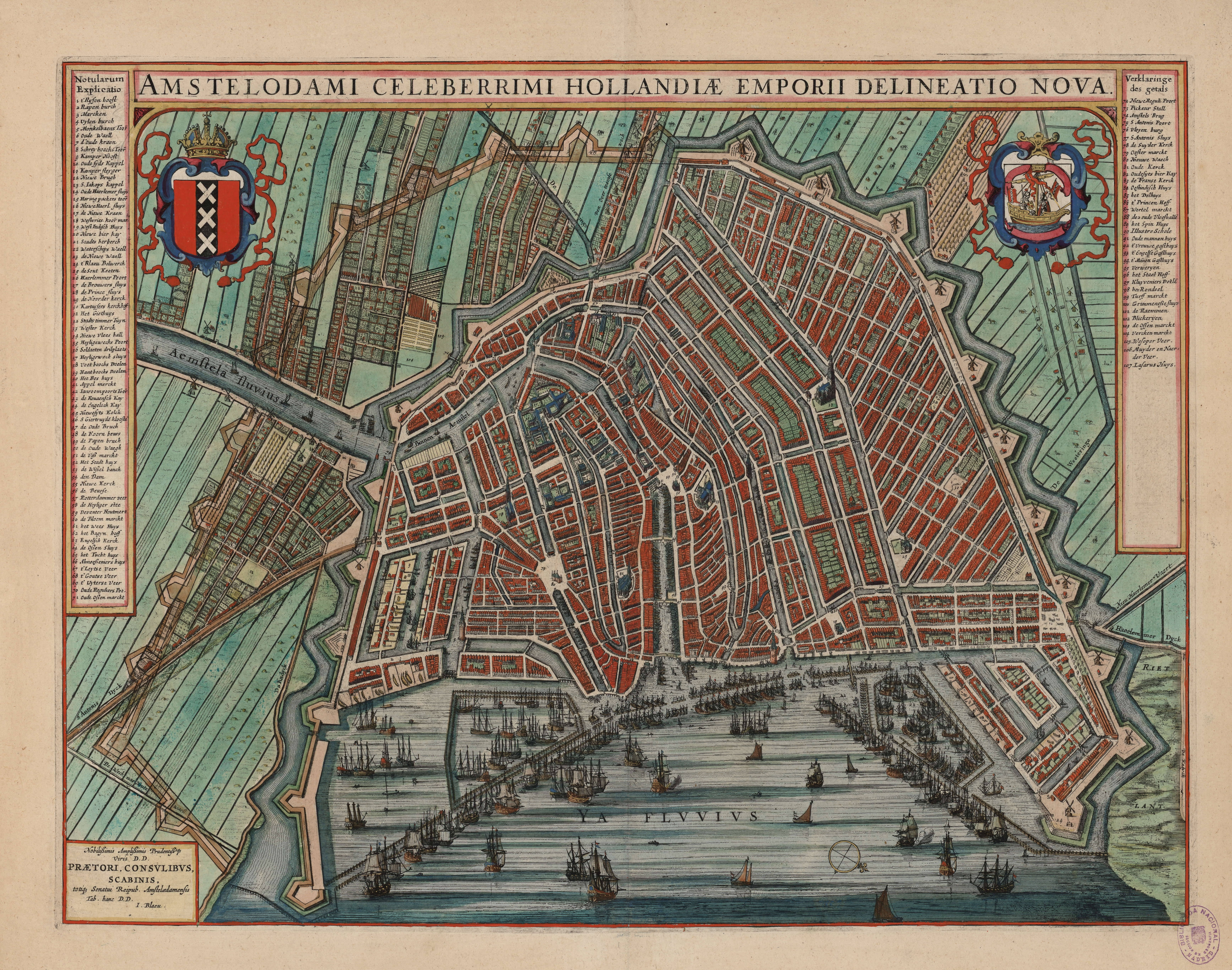
Amszterdam 1652-ben

### Hatalmi harcok
1650-re súlyos politikai konfliktus alakult ki a nagy hatalmú kereskedőváros, Amszterdam és II. Vilmos orániai herceg, az Egyesült Tartományok kormányzója (stadshouder) között. A kormányzó sikertelen ostromot is indított a város ellen, majd hamarosan meghalt fekete himlőben. 1672-ig nem is került betöltésre a kormányzói funkció, ez alatt az időszak alatt – amely a holland történetírásban az első kormányzó nélküli időszak nevet viseli – Amszterdam városának különösen nagy befolyása alakult ki az egész Egyesült Tartományok területén.
1658-tól tovább épültek a csatornagyűrű részei, ezek azonban továbbra is – egészen a 20. századba nyúlóan – szennyvízcsatornaként is szolgáltak. 
A 17. században sok szefárd és askenázi zsidó menekült a városba és magukkal hozták kereskedelmi kapcsolataikat is. Amíg a katolikusok rejtett hitéletre, titkos templomok kialakítására kényszerültek, egy askenázi (felnémet) (1671) és egy portugál-izraelita (1675) zsinagóga is épült, amely rendkívülinek számított a korabeli Európában.
1683-ban alakult meg a holland Suriname Társaság (Sociëteit van Suriname), a suriname-i holland gyarmat kiaknázására. A munkaerő biztosítása érdekében az ott kialakított cukornád-ültetvények számára Amszterdam bekapcsolódott transzatlanti rabszolgakereskedelembe. Az amszterdami kereskedők mintegy 30 év alatt 11–13 ezer rabszolgát szállítottak Nyugat-Afrikából Suriname-ba.
1680 és 1750 között Amszterdam városi területe nem nőtt, de a lakosság száma növekedett, a város gazdagsága konszolidálódott. A 17. század végén a város lakossága az akkori angol követ becslése szerint 200 000 körül lehetett, ami csak Londontól és Párizstól maradt el, jóval meghaladta Bécs (100 000), Velence (130 000), Madrid és Róma (150-150 000) lakosságát. A kereskedelem Kelet-Indiával, Angliával és Franciaországgal a 18. század végéig biztosította a gazdasági virágzást. Az 1762-ben alapított Hope & Co. bank egész Európára kiterjesztette befektetői tevékenységét.
1706-ban érkezett meg a VOC által Jáva szigetén termeltetett arab kávé első szállítmánya Amszterdamba. Hamarosan divattá vált a kávé fogyasztása kávéházakban, ahol a városi lakosok híreket cseréltek, kapcsolatokat építettek, játékokat űztek, bár a szerencsejátékokat a városi hatóság már 1697-ben betiltotta. A Jáváról érkezett kávécserjét – elsőként Európában – az amszterdami botanikus kertben elültették, szaporították, majd Suriname-ban is meghonosították, szintén elsőként Latin-Amerikában. 
1700-tól 1713-ig hanyatlott a kereskedelem, hiszen ezekben az években folyt a spanyol örökösödési háború és az nagy északi háború. A gazdasági helyzet ezután újra javult. 1714-ben 1 600 000 gulden (arany forint) volt a város vámbevétele és ez 1725 körül egymillió körül stabilizálódott.
Az amszterdami bankok kölcsönei népszerűek voltak, mert a kamatláb Európa-szerte 4% körül mozgott, itt viszont nem haladta meg a 2,5-3%-ot. Az amszterdami tőzsde is igen kedvelt volt az üzletemberek körében.
Az 1740-es években Hollandiában kibontakozott súlyos gazdasági válság 1748-ra felkeléshez vezetett, amely konkrétan az adóbérlők – a hatóságok nevében az adót beszedő gazdag polgárok – ellen irányult, s amelyben sokuk házát kifosztották. A városi kormányzat a tömegbe lövetett, a felkelés vezetőit pedig felakasztották. A felkelők reményeiket az akkoriban hivatalba lépett új helytartóba, IV. Vilmos orániai hercegbe vetették, de ő csak ellentmondásos intézkedéseket hozott. 
A felvilágosodás szellemi áramlata 1788-ban vert gyökeret Amszterdamban a Felix Meritis nevű tudóstársaság megalapításával.
Az Amerikai Egyesült Államok megalakulása után az amszterdami (és más holland) hajók, kijátszották az amerikai kikötők elleni brit blokádot, és jó hasznot húztak az amerikaiakkal folytatott kereskedelemből. Amszterdam titokban kereskedelmi szerződést is tervezett kötni az új amerikai köztársasággal. A város uralkodó polgári köreiben Franciaország iránt is rokonszenv nyilvánult meg. Anglia azonban nem nézte tétlenül Amszterdamnak az angol érdekeket sértő politikáját.
A holland aranykornak és vele Amszterdam világvárosi szerepének az 1780 és 1784 között lezajlott negyedik angol–holland háború majd az 1795-ben kezdődött francia uralom vetett véget.

## Francia uralom alatt

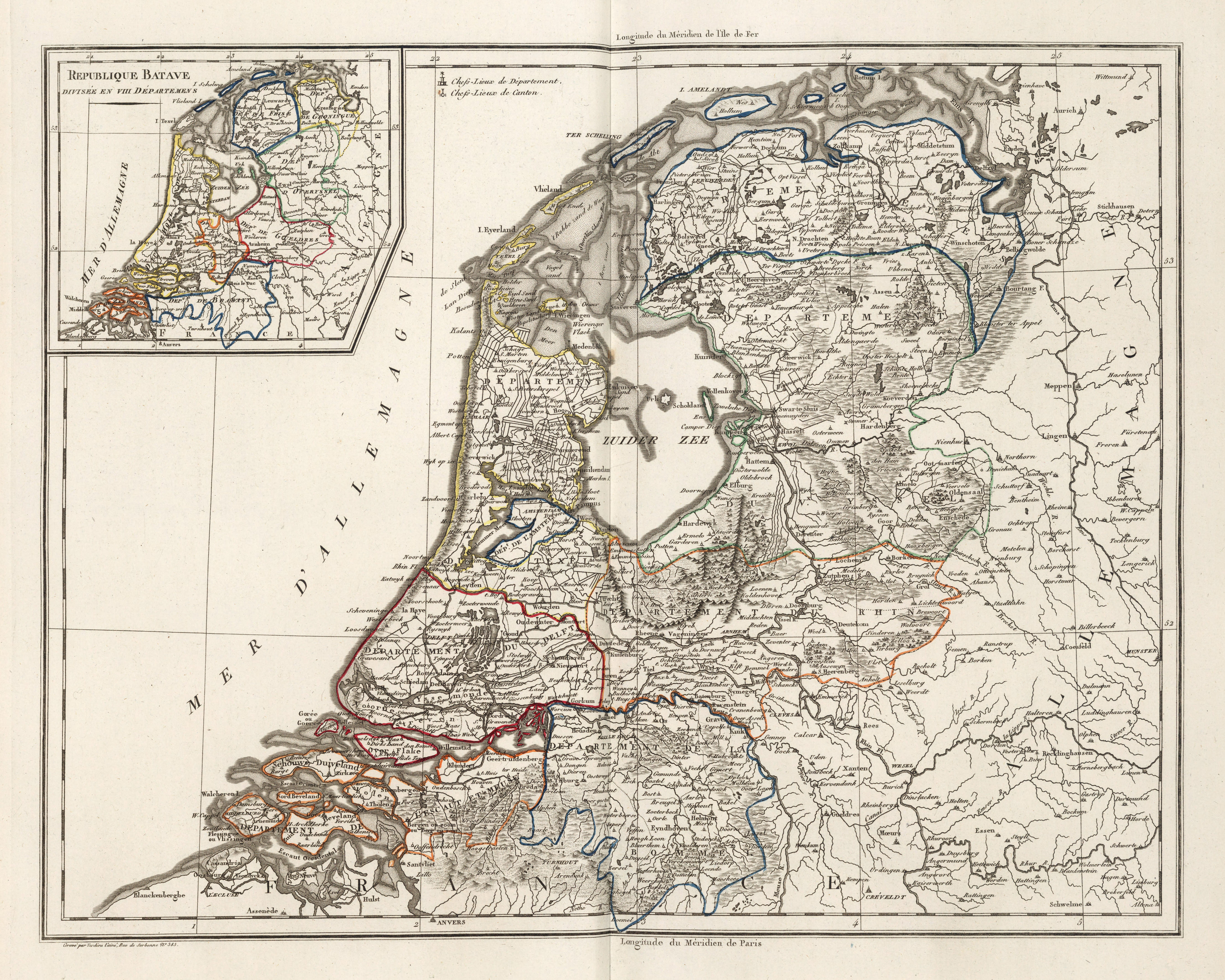
De Bataafse Republiek en het Departement van de Amstel, 1799–1802

A francia forradalom idején az Egyesült Tartományokban is nagy társadalmi mozgások indultak meg, lezajlott a vérontás nélküli batáv forradalom Az elégedetlen tömegek már 1785-ben elűzték a helytartót, V. Vilmos orániai herceg. A helytartó felesége, Vilhelmina fivéréhez, II. Frigyes Vilmos porosz királyhoz fordult, és az ő csapatai révén szerezte vissza a hatalmat. A változást akarók a franciákhoz fordultak, akik 1794-95 telén a befagyott vizeken átkelve elűzték a poroszokat. Létrehozták Hollandiában a Batáviai Köztársaság nevű államalakulatot, benne a Departement van de Amstel nevű közigazgatási területtel Amszterdam körül. 1806-ban Napóleon a köztársaságot a rövid életűnek bizonyult Holland Királysággá (1806–1810) változtatta és fivérét, Bonaparte Lajost tette meg királynak. Lajos Hágába érkezése napján, 1806. június 23-án Amszterdamot jelölte ki az ország fővárosának. 1808 április 20-án oda is költözött és a korábbi városházát nevezte ki királyi palotának, az épület ma is ezt a funkciót tölti be. Az új király a holland helytartók művészeti gyűjteményét is a palota felső szintjén helyezte el, ez lett a későbbi Rijksmuseum gyűjteményeinek alapja. Napóleon elégedetlen volt gyengekezűnek tartott öccse uralkodásával, 1810-ben lemondatta őt. Lajos ekkor a fiára, Napoléon-Louis Bonapartére testálta a királyságot, de a császár ezt nem ismerte el és bekebelezte Franciaországba az országot. Amszterdam ezzel „a császárság harmadik városa” lett (Párizs és Róma után ).
Az alkotmányos változásokon túl a legsúlyosabb csapást Amszterdamra a kereskedelem szinte teljes megszűnése jelentette a háborúk, az angol tengeri blokád majd a Napóleon által elrendelt kontinentális zárlat miatt.
A Hollandiába nyomuló porosz és orosz csapatok miatt az Amszterdamban állomásozó francia marsall, Gabriel Jean Joseph Molitor 1813. november 15-én csapataival visszavonult Utrechtbe. A holland ellenállók aznap este felgyújtották a francia vámházakat a városban. Másnap reggel a legmagasabb rangú francia vezető, Charles-François Lebrun is elhagyta Amszterdamot.

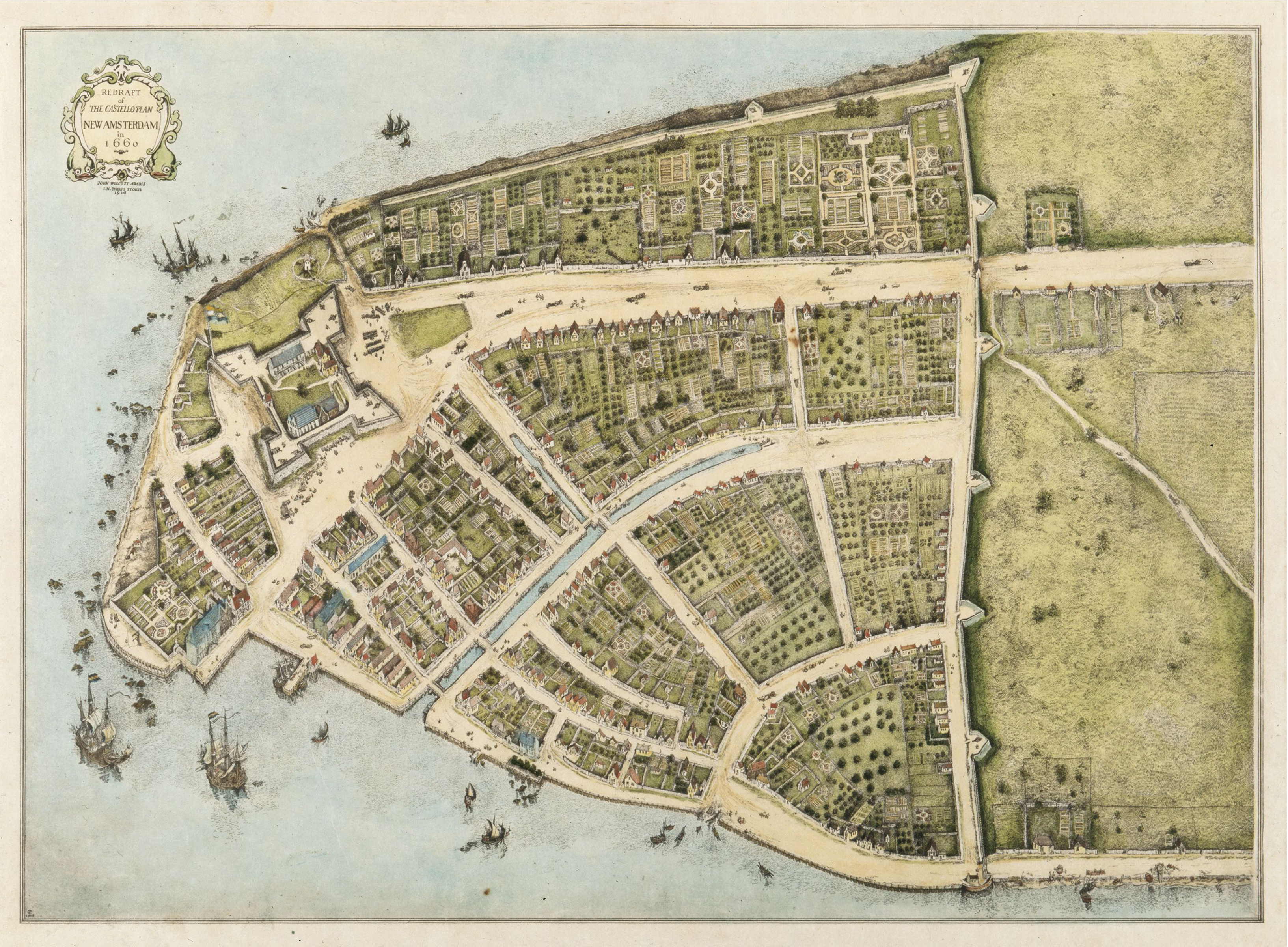
Nieuw Amsterdam 1660-ban (A Manhattan déli csúcsa, dél balra van a térképen)

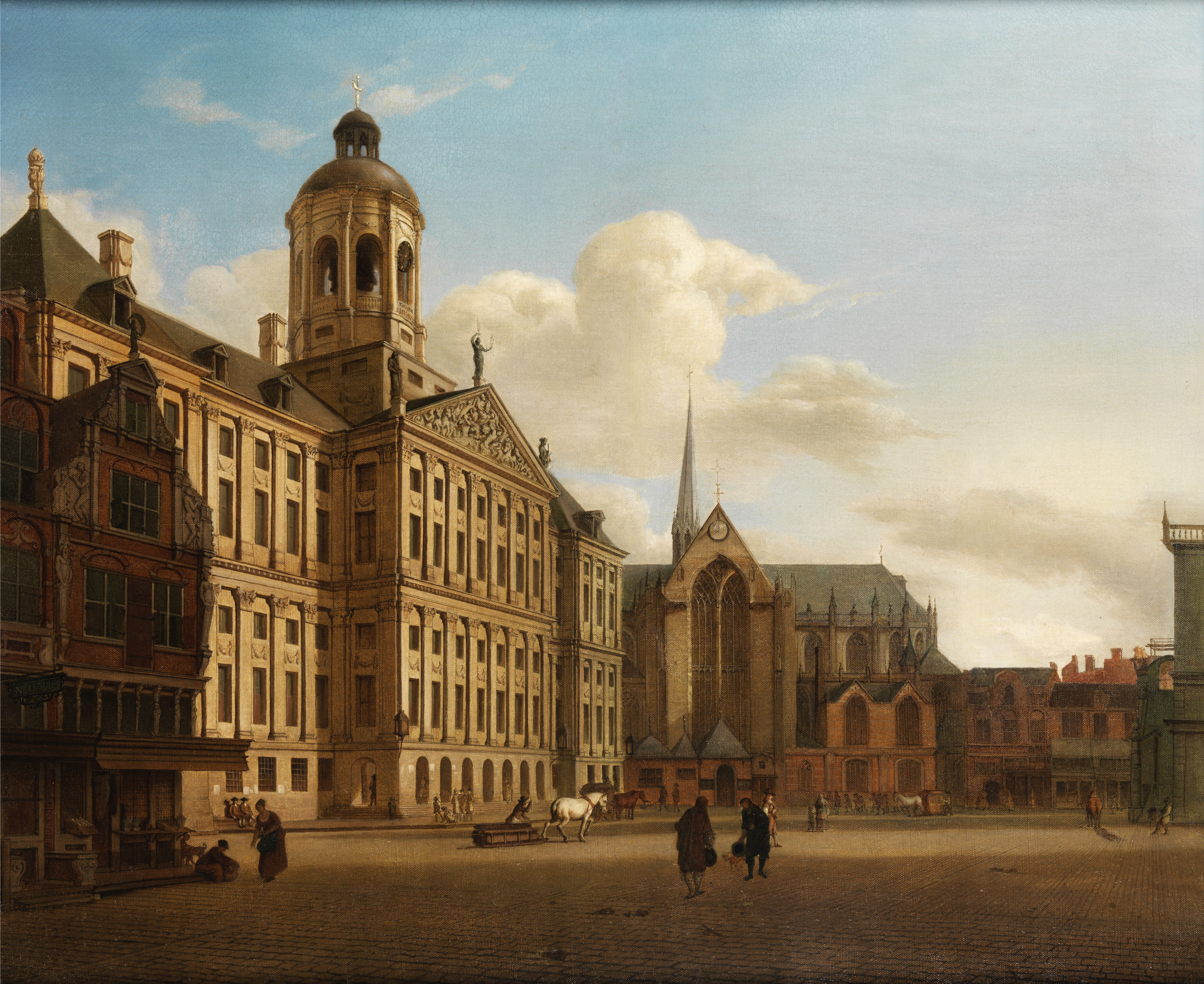
A Dam tér a királyi palotával és az Újtemplommal

## 19. század

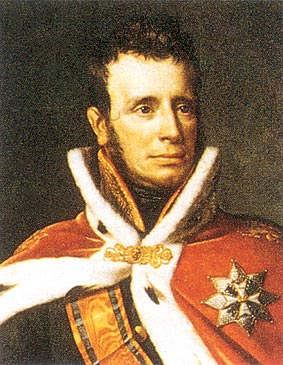
I. Vilmos

Napóleon bukása után a hollandok visszahívták az Oránia–Nassaui-ház hercegét, Vilmost. 1813. november 24-én Amszterdam központjában, a Dam téren az orániai herceg nevében bejelentették az egybegyűlt lelkes tömegeknek: Hollandia ismét független állam. 1813. december 2-án I. Vilmos bevonult Amszterdamba. A királyi palotát vissza akarta adni a városi tanács székhelyének, de a testület ezt nem fogadta el, mivel a királyt Amszterdamhoz kívánták kötni (egyébként pedig tartottak a költözés és a fenntartás költségeitől).
A 19. század első felében Amszterdam hanyatló város volt. Kevés maradt az úgynevezett „aranykor” dicsőségéből. A kikötő eliszaposodott, a kereskedelmi flottát elvesztették, az évszázados külföldi kapcsolatok megszűntek, a tengeri fuvarozás külföldiek kezébe került. Nagy volt a munkanélküliség, az olyan elszegényedett negyedekben, mint a Jordaan, a keleti szigetek és a zsidónegyed, az emberek nyomornegyedekben éltek. Az amszterdami elit keveset tett, és várta a kereskedelem újjáéledését.
I. Vilmos holland király és kormányzata aktív intézkedésekkel igyekezett javítani a helyzeten, ezért a köznép az uralkodót a kereskedő király névvel is illette. 1820-ban megszüntették a Kelet-indiai és a Nyugat-indiai Társaságot, de 1824-ben életre hívták a Nederlandsche Handel-Maatschappij-t (azaz Holland Kereskedelmi Társaságot), amelynek feladata a holland gazdaság fejlesztése lett. 1825-ben elkészült a Noordhollandsch Kanaal (Északholland-csatorna), amely jobb összeköttetést teremtett Amszterdam kikötője és az Északi-tenger között. Fél évszázaddal később, 1876-ban adták át rendeltetésének a Noordzeekanaalt (Északi-tengeri-csatorna), amely korszerű tengeri teherhajók számára is alkalmas módon kötötte össze Amszterdamot a tengerrel. A szárazföldön is javult a közlekedés: 1839-ben nyitották meg az első vasútvonalat Amszterdam és Haarlem között.
Az első emberbaráti kezdeményezések 1850 körül jelentek a munkások lakhatási és egészségi körülményeinek javítására. 1852-ben húsz gazdag polgár alapította meg a „Munkásosztály Javát Szolgáló Egyesületet”, amely több lakóháztömböt építtetett.
A közegészségügyet a „Munkásosztály Társasága” is támogatta, amelyet néhány vállalkozó alapított, és célja a munkások „anyagi és erkölcsi színvonalának” emelése volt. Első projektjük egy munkanélküliekből álló utcaseprőcsapat létrehozása volt, akik városi takarítási szolgáltatásokat nyújtanak. 1861-ben a cég megalapította az ország első kézműves iskoláját, majd 1885-ben az ország első munkaközvetítő irodáját.
1853-ban építették ki a városban az ország első vízvezetékét, aminek révén a dűnék felől egészséges ivóvízhez juthattak a város lakói. Ennek révén az 1860-as évek kolerajárványait, amelyek más városokban súlyosak voltak, Amszterdamban sikerült könnyebben átvészelni. 

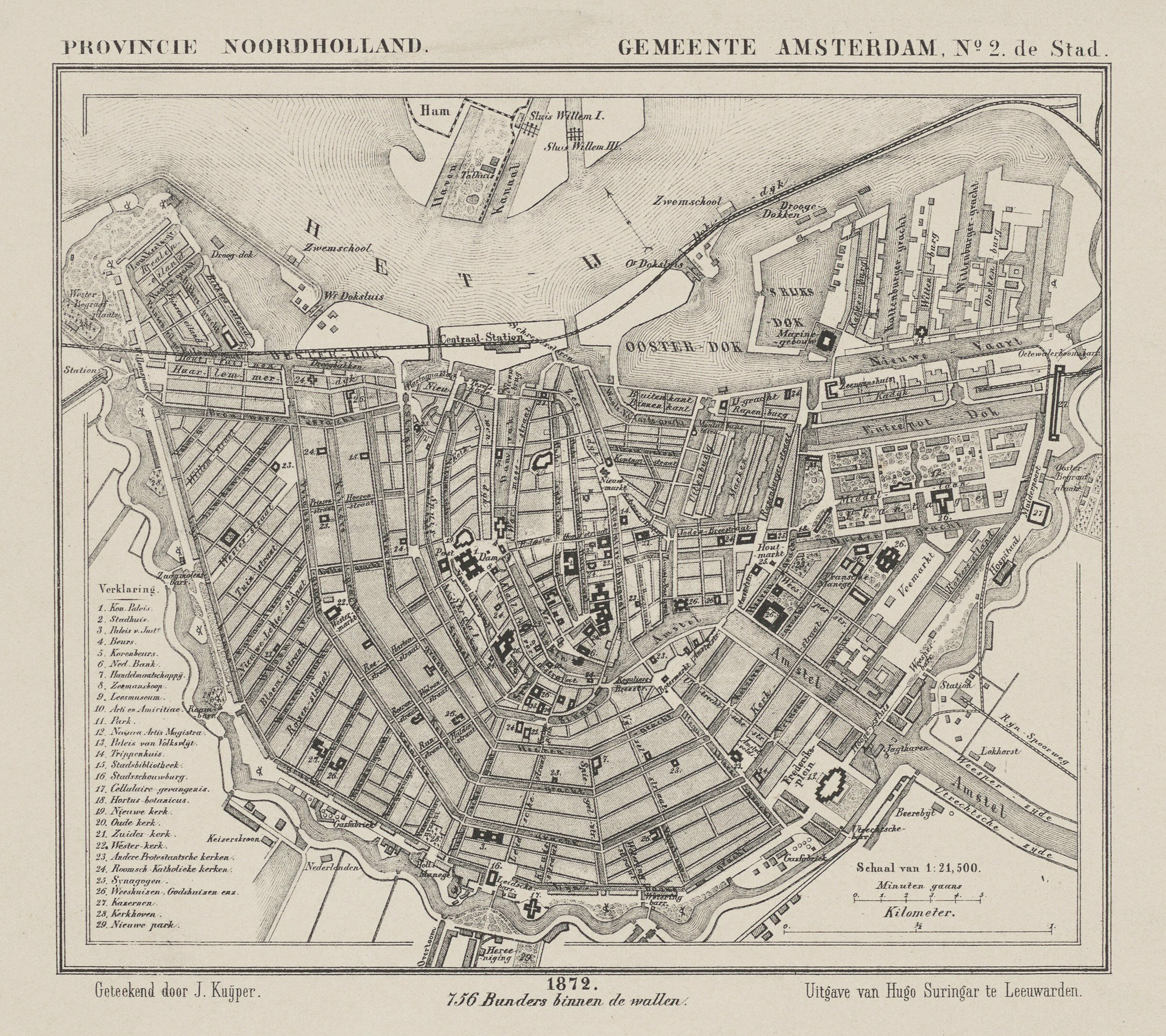
Amszterdam egy 1872-es térképen

1848-ban alkotmánymódosítás tette lehetővé a vallásszabadság kiterjesztését a római katolikus egyházra. 1853-ban IX. Piusz pápa helyreállította a püspöki hierarchiát az országban és lehetővé vált egy sor katolikus templom építése. 
A jótékonysági törekvésekben és a város modernizálásában nagy szerepet játszott Samuel Sarphati háziorvos, aki zsidónegyed szélén élve szembesült a lakosság nyomorával. 1847-ben elkezdte megszervezni a hulladék gyűjtését, amelyet aztán uszályokon szállítottak vidékre és talajjavításra használta fel. Ő állította fel az első hollandiai kenyérgyárat 1855-ben, ahol megfizethető kenyeret gyártottak a szegények számára.
Sarphati úgy vélte, hogy a szegénység oka a tudás és a tőke hiánya. Ezért nagy építkezéseket is indított, amelyek munkalehetőséget biztosítottak sokak számára. Így építtette fel Cornelis Outshoorn építésszel együtt 1864-ben a város nagy ipai kiállítási palotáját (Paleis voor Volksvlijt, 1929-ben leégett), majd az Amstel Hotelt 1867-ben.
A város újabb kori fellendülése időszaka a 19. század derekán indult meg. Amszterdam lakosságának száma 1850-ben még nem haladta meg a 220 000-et, azaz a 18. század végi szintet. A 19. század végére azonban már 515 000-re nőtt. Új hajózási vállalatok alakultak, mint 1865-ben a Koninklijke Nederlandse Stoomboot-Maatschappij (azaz Királyi Holland Gőzhajózási Társaság), amelynek hajói a Balti- és a Földközi-tenger vidékén kívül Amerikába is szállítottak árut. Amszterdam fokozatosan ismét elfoglalta helyét a nemzetközi kereskedelemben. 1883-ban Amszterdamban Internationale Koloniale en Uitvoerhandel Tentoonstelling (Nemzetközi Gyarmati és Export Kiállítás) néven világkiállítást is rendeztek.
A lakosság számának gyors növekedése miatt a városhoz csatolták a szomszédos települések egyes részeit. 1875 után a Singelgrachton kívül új lakónegyedek épültek. Több száz munkásotthont építettek az újonnan alapított lakószövetkezetek.
Az új negyedekben főként a városon kívülről érkező migráns munkások és az alsó középosztály tagjai telepedtek le. Az iparosodás nyomán Amszterdam a holland szociáldemokrácia központja is lett.
1870 után fellendült az amszterdami gyémántipar a dél-afrikai gyémánt importja nyomán. Számos zsidó gyémántcsiszolónak és -kereskedőnek sikerült kiszabadulnia a régi zsidó negyed szegénységéből.
Fejlődött a kulturális élet is. 1839-ben alapították az Arti et Amicitiae művészeti szövetséget. 1865-ben nyitották meg a ma Vondelpark nevű városi parkot. A század vége felé fejezték be a Rijksmuseum, a Concertgebouw (Hangversenypalota) és a Stedelijk Museum (Városi Múzeum) építését.

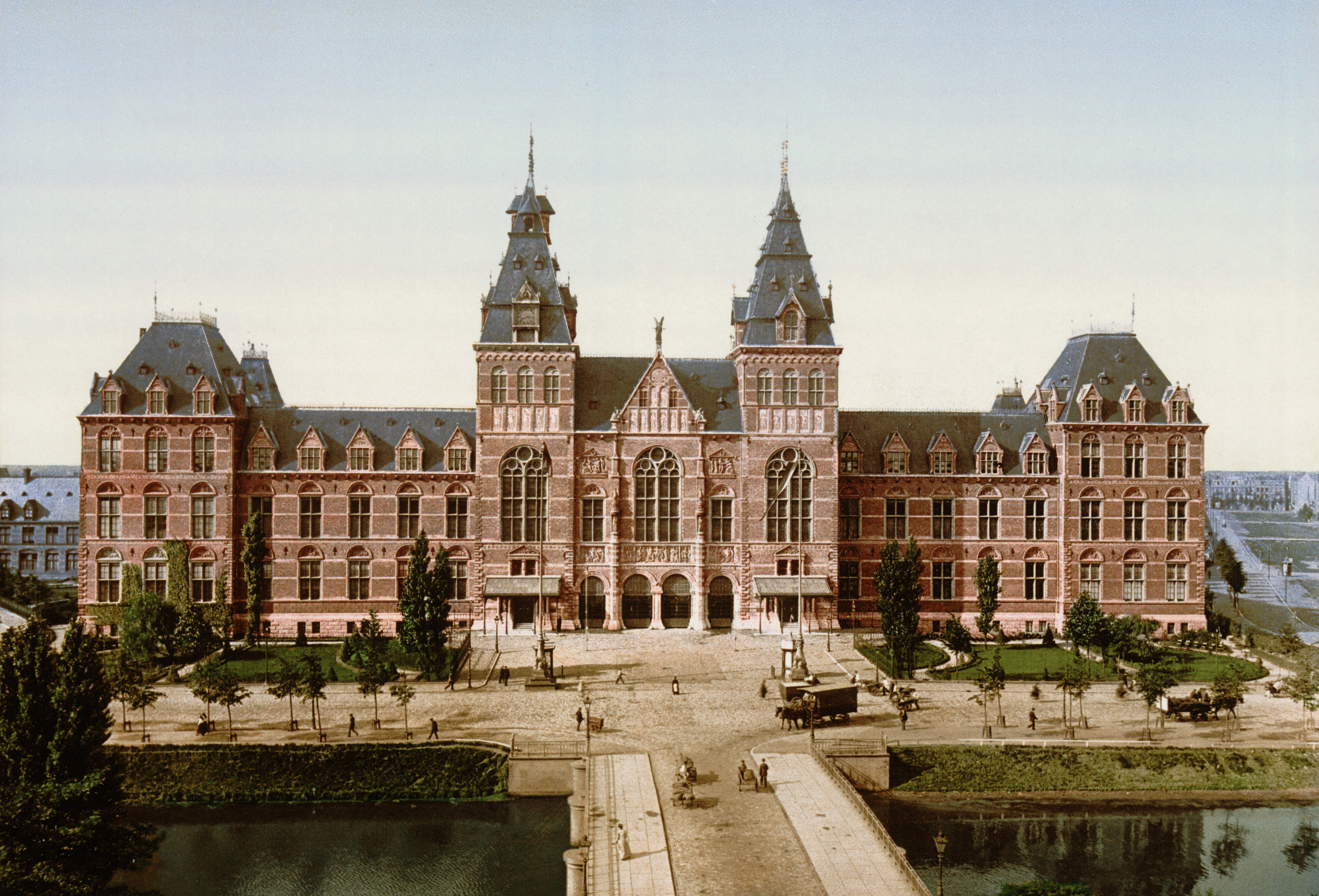
A Rijksmuseum 1900 körül
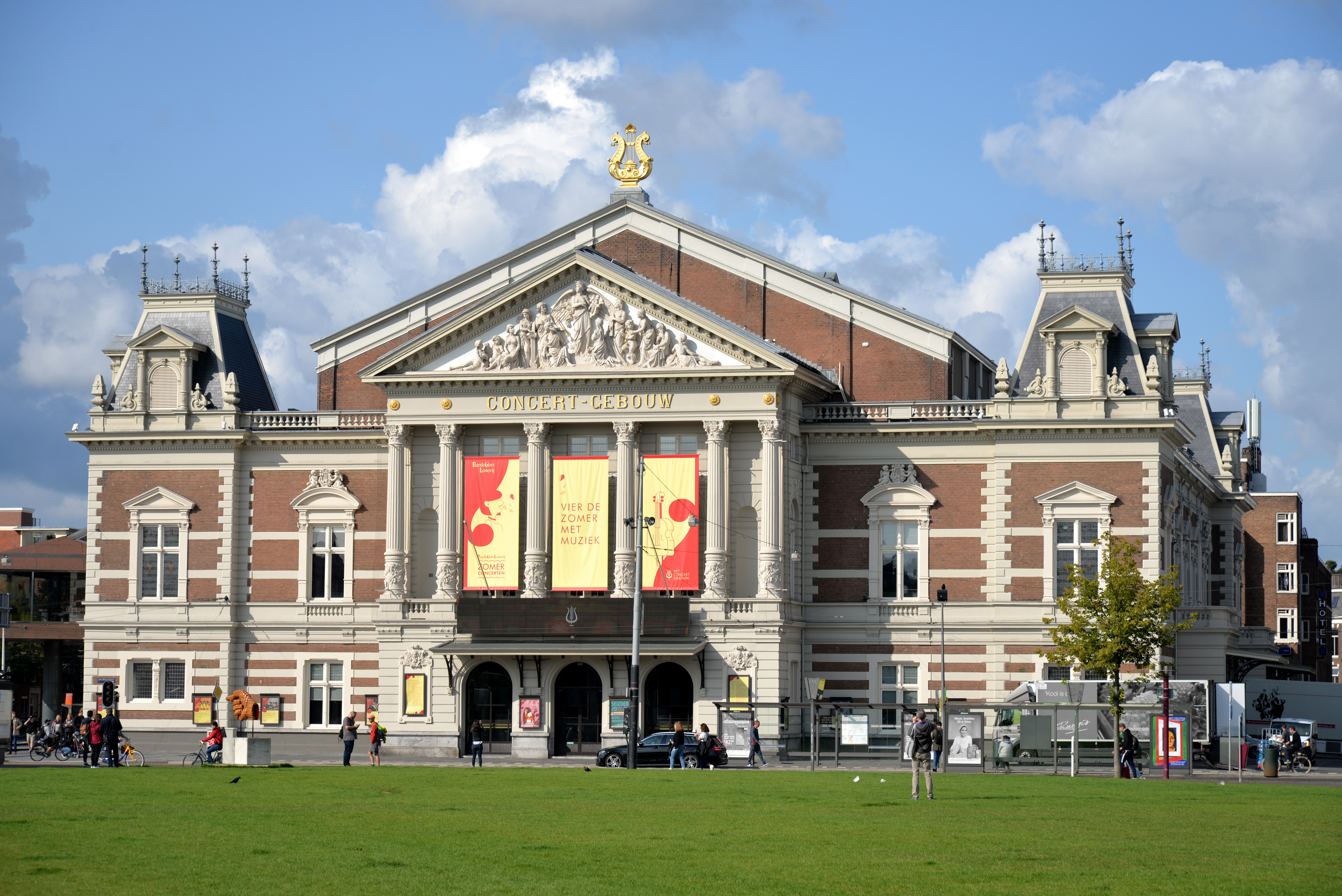
A Concertgebouw homlokzata 2011-ben
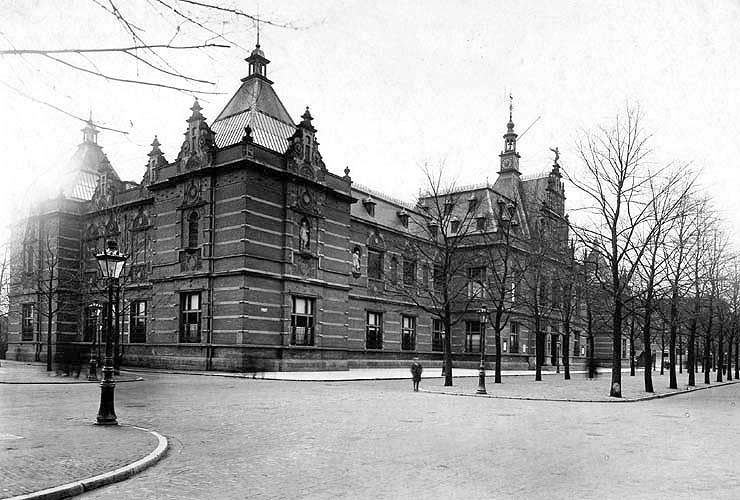
A Stedelijk Museum eredeti épülete

Jelentős változások következtek be a városi kormányzatban. Az új királyságban a gazdag városi polgárság olyan önállóságáról, mint amilyen a francia idők előtt volt Amszterdamban, már nem lehetett szó. A polgármester és a város vezetősége ezúttal az államtól kapta megbízatását. Amszterdam fővárosi címe megmaradt, de Hollandia kormányzatának hivatalos székhelye, a király lakhelye Hága lett.

## 20. század
A gazdasági fellendülés töretlenül folytatódott a 20. század kezdetén is. Néhány történész második aranykornak is nevezte ezt az időszakot. Az 1901-ben elfogadott lakástörvény aktív szerepet biztosított az önkormányzatoknak. Az iparnak képzett munkásokra, a munkásoknak lakhatásra volt szükségük, ezért lendületet kapott a szociális lakásépítés. Floor Wibaut, a városi törvényhozás első szocialista tagja állt az élére a lakásépítési programoknak.
1900 novemberében döntés született a városi elektromos társaság létrehozásáról. 1904 január 2-án használatba is vették a városi elektromos hálózat első részét és az első villamosokat. 1917-ben megkezdődött az elektromos közvilágítás kiépítése, valamint a városi gáz bevezetése a háztartásokba.
1903-ra elkészült az amszterdami tőzsde új épülete, Hendrik Petrus Berlagénak, az amszterdami iskola holland építészeti stílusa újító építészének alkotása. Szerte a városban nagy építkezések folytak. Kibővítették a kikötőt, további hajózási vállalatok létesültek.
Az első világháborúban Hollandiának sikerült megőriznie semlegességét. A háborút követő években folytatódott az ipari fellendülés. Az Északi-tengeri-csatornát kiszélesítették. Megépültek a kor legnagyobb zsilipjei Ijmuidennél. A még 1852-ben kiszárított Haarlemmermeer területén létrejött az Amszterdam-Schiphol repülőtér, amely a legjelentősebbek egyike lett Európában. Amszterdam városa rendezhette meg az 1928. évi nyári olimpiai játékokat, amelyeket megelőzően szintén jelentős fejlesztések zajlottak.
A fasizmus európai térhódítása idején Amszterdam – csakúgy, mint egész Hollandia – a korábbi századokhoz hasonlóan sok menekültet fogadott be, akik ezúttal is hozzájárultak a gazdasági élet fellendítéséhez.

### Második világháború
A második világháborúban a Wehrmacht öt nap alatt elfoglalta Hollandia egész területét, Amszterdamba 1940. május 15-én vonultak be. A lakosság egyes részei üdvözölték a megszállókat. 1941 februárjában azonban széles körű sztrájk bontakozott ki („februári sztrájk”, hollandul: Februaristaking) a nácik ellen a városban, amely később Hollandia több területére is átterjedt. 1943-ig hozzávetőlegesen 60 000 zsidót hurcoltak el az ország legnagyobb, amszterdami zsidó közösségéből, akiknek jelentős többsége nem élte túl a háborút (köztük volt Anne Frank is).
A háború alatt Amszterdamban széles körű ellenállási mozgalom bontakozott ki. Olyan illegális újságokat terjesztettek, mint a Vrij Nederland (Szabad Hollandia) (1940), és a Het Parool (1941). Az ellenállók egy csoportja egy bölcsődén keresztül 1942 és 1943 mintegy 500 zsidó gyermeket mentett meg a haláltábortól. A Groep 2000 nevű ellenálló csoport Jacoba van Tongeren vezetésével tevékenykedett. Ennek keretében Truus Wijsmuller-Meijer több mint 10 000 zsidó gyermeket tudott megmenteni. Gerrit van der Veen szobrász hozta létre a Hollandiában legnagyobb, igazolványokat hamisító központot a menekülők számára. Az amszterdami zsidók adatainak megsemmisítése Van der Veen csoportja 1943 márciusában támadást intézett az amszterdami személyi nyilvántartó központ ellen. Számos fegyveres ellenállót, mint a CS-6 csoport tagjait a németek lelepleztek, és felszámoltak, tagjaikat kivégezték.
Voltak azonban olyan amszterdamiak is, akik a németektől kapott fizetség ellenében aktívan vadásztak a bújkálókra. Wim Henneicke egész csoportot szervezett erre a célra, és jelentős összegeket kaptak így a németektől. Henneickét még a háború alatt lelőtte egy ismeretlen ellenálló; a többi kollaboráns sem kerülhette el a háború után a felelősségre vonást.
1943-tól kezdve a különösen a Fokker repülőgépgyár ellen intézett angolszász bombázások is súlyos károkat okoztak a városban. Nagy gondot okozott az élelmiszer- és az energiaellátás is, az utcákat és csatornákat elárasztotta a szenny. 1944 őszén a város türelmetlenül várta a szövetségeseket, azonban a arnhemi csatában elszenvedett vereség elhalasztotta a felszabadulást. 
Az emigrációban élő holland kormány a németekkel szembeni ellenállás jegyében általános sztrájkra hívta fel a holland vasutasokat 1944 októberében, aminek a városban élők eleget is tettek. A német hatóságok megtorlásul megtiltották élelmiszer és fűtőanyag szállítását a városba. A fűtőanyag gyorsan elfogyott a városlakók nem tudtak sem főzni, sem melegedni. Tűzifa szerzése érdekében az amszterdamiak szétszedték az üres, többnyire zsidó tulajdonban álló házakat. Az „éhezés telén” (Hongerwinter) a kemény fagy és az élelmiszerhiány következtében több mint 5000 ember halt meg a városban. A halottakat a temetések ellehetetlenülése miatt ideiglenesen a Zuiderkerkben (Déli templom) helyezték el. 
A várost csak 1945. május 5-én szabadították fel a szövetségesek, az egyik utolsó jelentős városként Európában. A város lakói május 7-én a főtéren ünnepelték a békét, amikor német katonák rejtekhelyükről a tömegbe lőttek. A támadásnak 32 halálos áldozat és rengeteg sebesültje lett. Május 8-án vonultak csak be a kanadai csapatok a városba, újra megszabadítva a lakosságot a németek maradványaitól.
Vilma holland királynő 1946. február 25-én, az 1941-es februári sztrájk ötödik évfordulóján tért vissza Amszterdamba és ebből az alkalomból a város címerébe iktatta a következő jelmondatot: „Hősies, rendületlen, segítőkész” (Heldhaftig, vastberaden, barmhartig).

### A háború után
A háború után a romok eltakarításával és az újjáépítéssel együtt hatalmas fejlesztések indultak meg, de a történelmi belvárost 1953-ban műemléki védettség alá helyezték. Új lakónegyedek épültek, tovább bővítették a kikötőt. Csak az 1973-as olajválság vetett véget a kikötői fejlesztéseknek. Ezután a város fejlődése más irányba fordult.

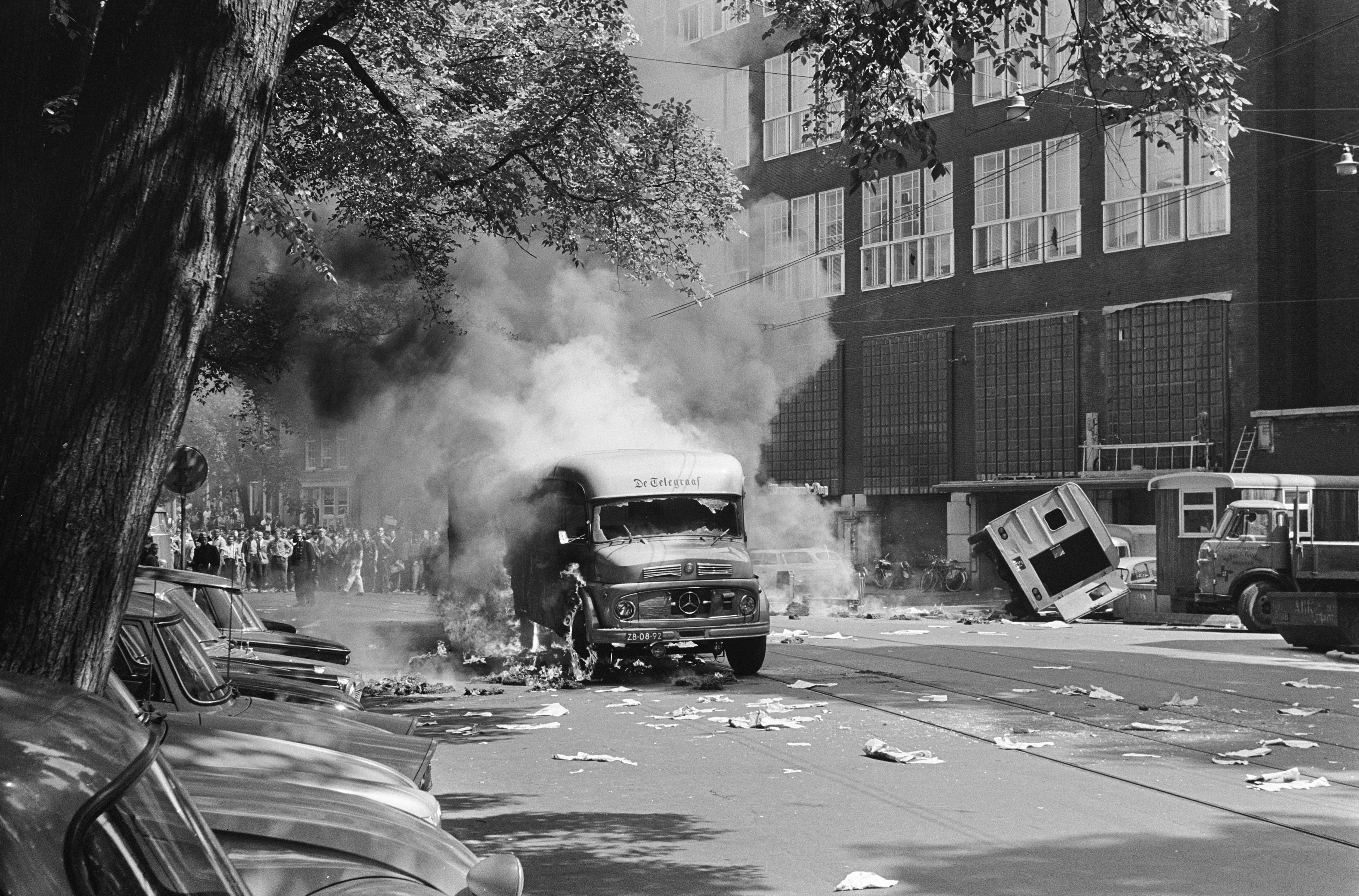
A Telegraaf-lázadás 1966 júniusában

A társadalmi elégedetlenség a második világháború után először a hatvanas években kezdett megjelenni. 1966 júniusában az építőmunkások nyári vakációjára járó pénzek kifizetésénél a munkásokat adminisztrációs költségekre hivatkozva megrövidítették, az elégedetlenkedőkre pedig rendőrt hívtak, akik gumibottal igyekeztek rendet teremteni. A dulakodásban egy 51 éves munkás összeesett és szívrohamban meghalt. A De Telegraaf nevű napilap másnapi számában azt állította, hogy a tüntetők által eldobott kő okozta a munkás halálát. Ez az álhír annyira felháborította a munkásokat, hogy másnap zavargások törtek ki a városban, felgyújtották az újság autóit, megtámadták a székházát. Az incidensek következtében a polgármesternek és a rendőrség vezetőjének le kellett mondania.

### Kulturális, művészeti központ
A hatvanas években Amszterdam művészeti és kulturális újító központtá fejlődött, ahol menedéket találtak a világ számos pontjáról érkezett progresszív, anarchista, feminista művészek és aktivisták, az úgynevezett ellenkultúra képviselői. A provók mozgalma sok polgárpukkasztó, szórakoztató, de máskor inkább terrorizmusra hajazó akciót, provokációt szervezett a hivatalosság ellen. Az egyik súlyos incidens során füstbombát robbantottak Beatrix trónörökös és Amsbergi Miklós holland herceg esküvőjén 1966 márciusában.
A kannabisz az 1960-as évek végén érkezett meg a városba. Sok vita és per után 1976-ban vezették be a azt a politikát, amely különbséget tesz a kemény és a könnyű drogok között. Az 1970-es évek közepétől a hatóságok megtűrték a könnyű drogok árusítását és fogyasztását az úgynevezett coffie shopokban.
1968-tól Amszterdam lett a hippik európai központja. A város központjában, a Dam téren és a Vondelparkban éjjel-nappal a hippik tömegei heverésztek. 1970. augusztus 25-én a holland tengerészgyalogságnak kellett erőszakosan megtisztítania tőlük a városközpontot.

### Házfoglalók

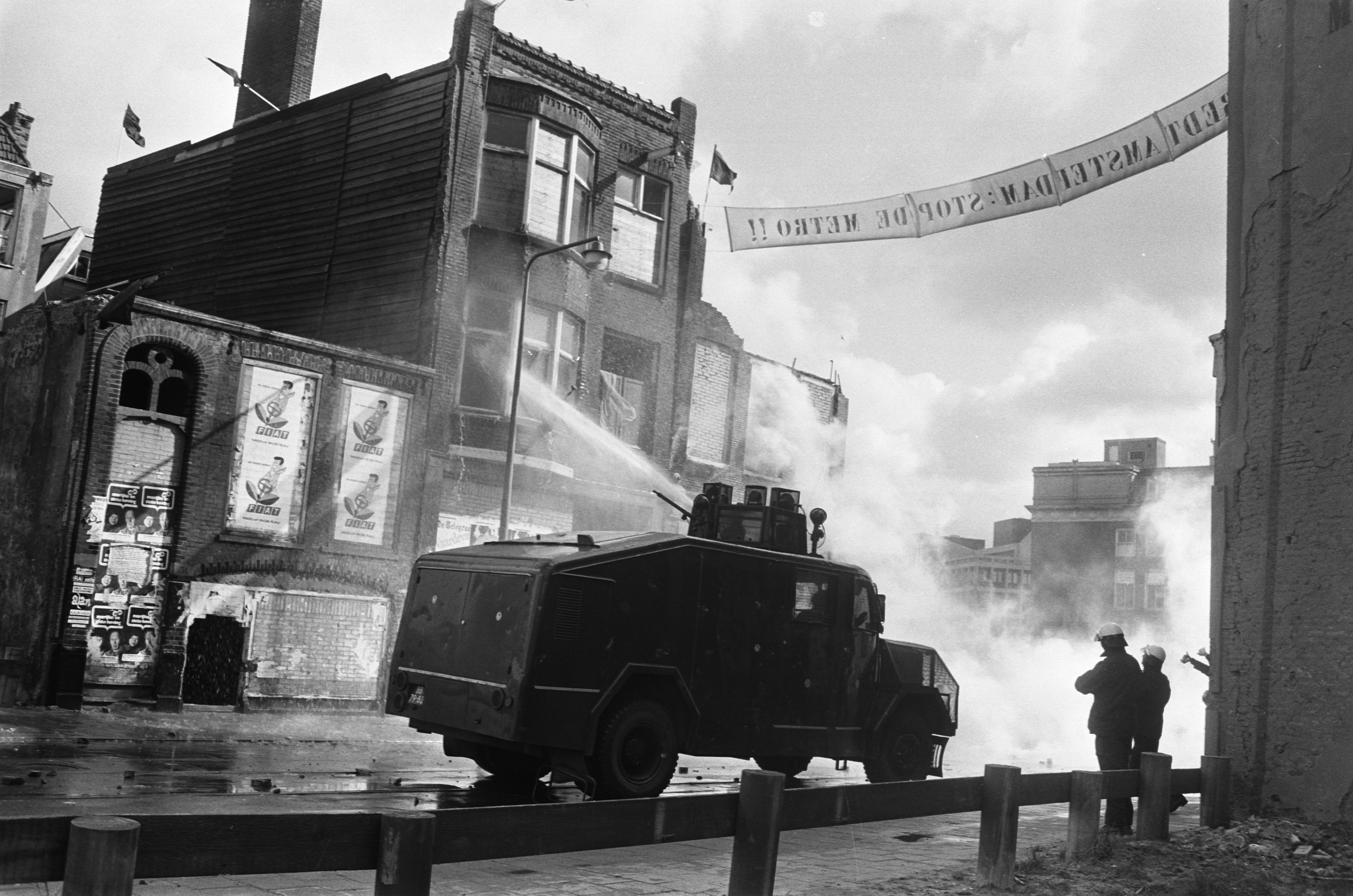
Lázongó házfoglalók elleni fellépés, 1975

Az 1970-es években meredeken csökkent a városi lakosság száma: sok család túl kicsinek találta a városban lévő otthonokat, és a közeli, Amszterdam „elővárosaivá” váló településekre költöztek (Hoofddorp, Alkmaar, Hoorn, Purmerend, Lelystad, Almere). A folyamatot az önkormányzat és a központi kormány is ösztönözte. A kiköltözések azonban nem enyhítették a fiatalok, pályakezdők számára megfizethető lakások súlyos hiányát. 1965 januárjában került sor az első üresen álló ház önkényes elfoglalására, ami egy mozgalom születéséhez vezetett.
1970-ben az önkormányzat megkezdte az amszterdami metró hálózatának kiépítését, amihez jó állapotú házakat is le kellett bontani. Ezt heves tiltakozások fogadták, majd 1975. március 24-én és április 8-án zavargások törtek ki. Hasonló incidensekre időről időre később is sor került. Beatrix királynő 1980-as beiktatása során a házfoglalók és szimpatizánsaik nagyszabású provokációkat rendeztek, amivel elvesztették a lakosság elnéző együttérzését. Az egyre radikalizálódó mozgalom egyes negyedekben egyfajta szabad államot, saját közigazgatást alakított ki. A hatóságoknak sok nehézséget okoztak, mielőtt leszerelték a mozgalmat.

### A lakosság összetételének változásai

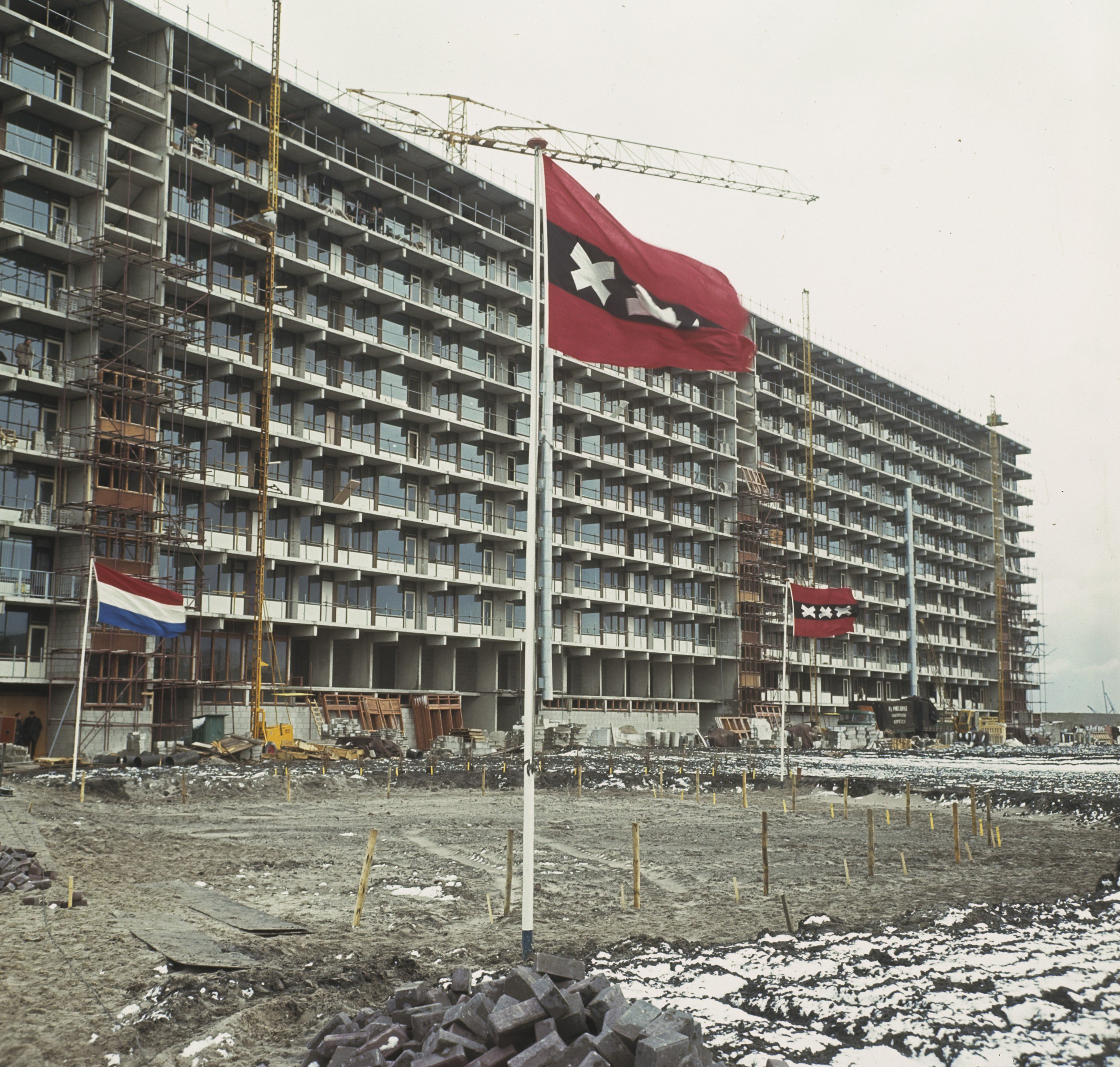
Bijlmermeeri lakótelep építkezése, 1968

1911-től a városban már volt egy kínai negyed, amely az 1960-as években kiszélesedett. Az 1950–60-as években főleg a mediterrán térségből, Spanyolországból, Olaszországból érkeztek vendégmunkások. Őket követték a következő évtizedekben a török és marokkói bevándorlók. 
Egy másik jelentős csoportot alkottak a Suriname-ból érkezők. Ennek az egykori holland gyarmatnak az 1975-ben elnyert függetlensége után számos lakója élt a lehetőséggel és Hollandiába, főleg Amszterdamba költözött. Sokan közülük a Bijlmermeer negyedet választották, amely eredetileg holland fiatalok számára épült, de az utóbbiak általában a kertes házakat részesítették előnyben, még ha azok távolabbra estek is. 
A nagy nemzetközi vállalatok központjainak, részlegeinek Amszterdamba településével a külföldi, „expat” szakemberek nagy csoportjai érkeztek olyan országokból, mint Japán, Németország, Nagy-Britannia és az Egyesült Államok. Így a város etnikai összetétele egyre változatosabb lett, a különböző nemzetiségek száma a 2010-es évektől 180 körül mozgott.

### Homo-főváros

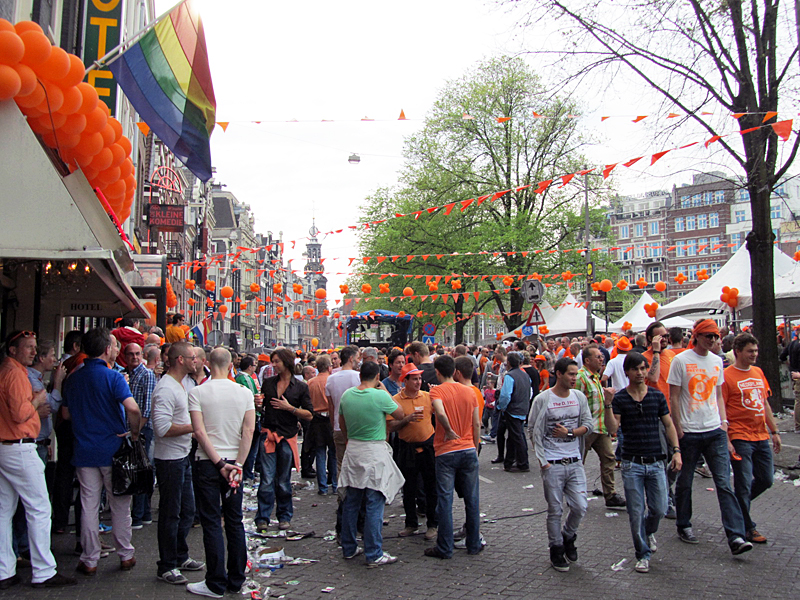
Melegek utcai ünnepélye a 2012 április 30-i Koninginnedag alkalmából

A 20. század második felében Amszterdam több évtizeden át Európa homoszexuális központjának, vagy „meleg fővárosának” számított. A liberális légkör és az önkormányzat pragmatikus hozzáállása lehetővé tette többek között egy kiterjedt és változatos „meleg vendéglátás” kialakulását, amely már az 1950-es évektől vonzotta a homoszexuális turistákat a világ minden tájáról.
A homoszexuálisok legrégebbi létező egyesületét is Amszterdamban alapították, ez az 1946-ban alapított Nederlandse Vereniging tot Integratie van Homoseksualiteit COC. 1987-ben Amszterdamban létesült az első Meleg Emlékmű, 2001-ben pedig a polgármester is megünnepelte a világ első melegházasságát. Egy másik kiemelt esemény a Gay Games 1998 volt, amelyre 1998-ban Amszterdamban került sor, és addig a legnagyobb melegrendezvény volt Hollandiában.
1996 óta minden évben augusztusban kerül megrendezésre a melegbüszkeség rendezvénye, az Amsterdam Gay Pride. Legfontosabb része a több százezer látogatót vonzó csónakos felvonulás a csatornákon, a „Csatornaparádé”. Bár Amszterdamban még mindig széles és változatos a melegvendéglátás és melegpartik kínálata, a város az 1990-es évek vége óta fokozatosan elvesztette meleg fővárosi pozícióját olyan városokkal szemben, mint Barcelona, London és Berlin.

## 21. század
2000 után teljesen új kerület, az IJburg épült fel a várostól keletre fekvő szigeteken. 2003-ban indult meg az amszterdami metró észak–déli vonalának építése, amit a különlegesen nehéz talajviszonyok (tengeri homok) csak tizenöt éves építkezés után, 2018-ban tudtak befejezni. A város körüli utak hálózatát bővítették. A repülőtér tovább terjeszkedett, mellette kialakult egy irodanegyed nemzetközi nagyvállalatok központjaival, mint a Philips és az AkzoNobel.
A 2008-as nemzetközi hitelválság Amszterdamot is súlyosan érintette. Több nagybank helyzete megrendült.
2011-ben a szeptemberi New York-i Occupy Wall Street mozgalmat követve az Occupy Amsterdam tüntetői október 15-én elfoglalták a tőzsde előtti Beursplein területét. Október 20-án a sátortábor már több mint 100 sátorból állt. A tüntetők csak 2012. március 24-én hagyták el a teret.
2022 márciusában a közeli történelmi városkát, Weesp községet Amszterdamhoz csatolták. Ezzel a város lakóinak száma meghaladta a 900 000-et.

### A turizmus nyomásának fokozódása
|  | „Mindnyájunknak van egy hatalmas problémája: hogy talán a világ legszebb városában élünk.” |
|  | – Eberhard van der Laan polgármester, 2018                                                 |

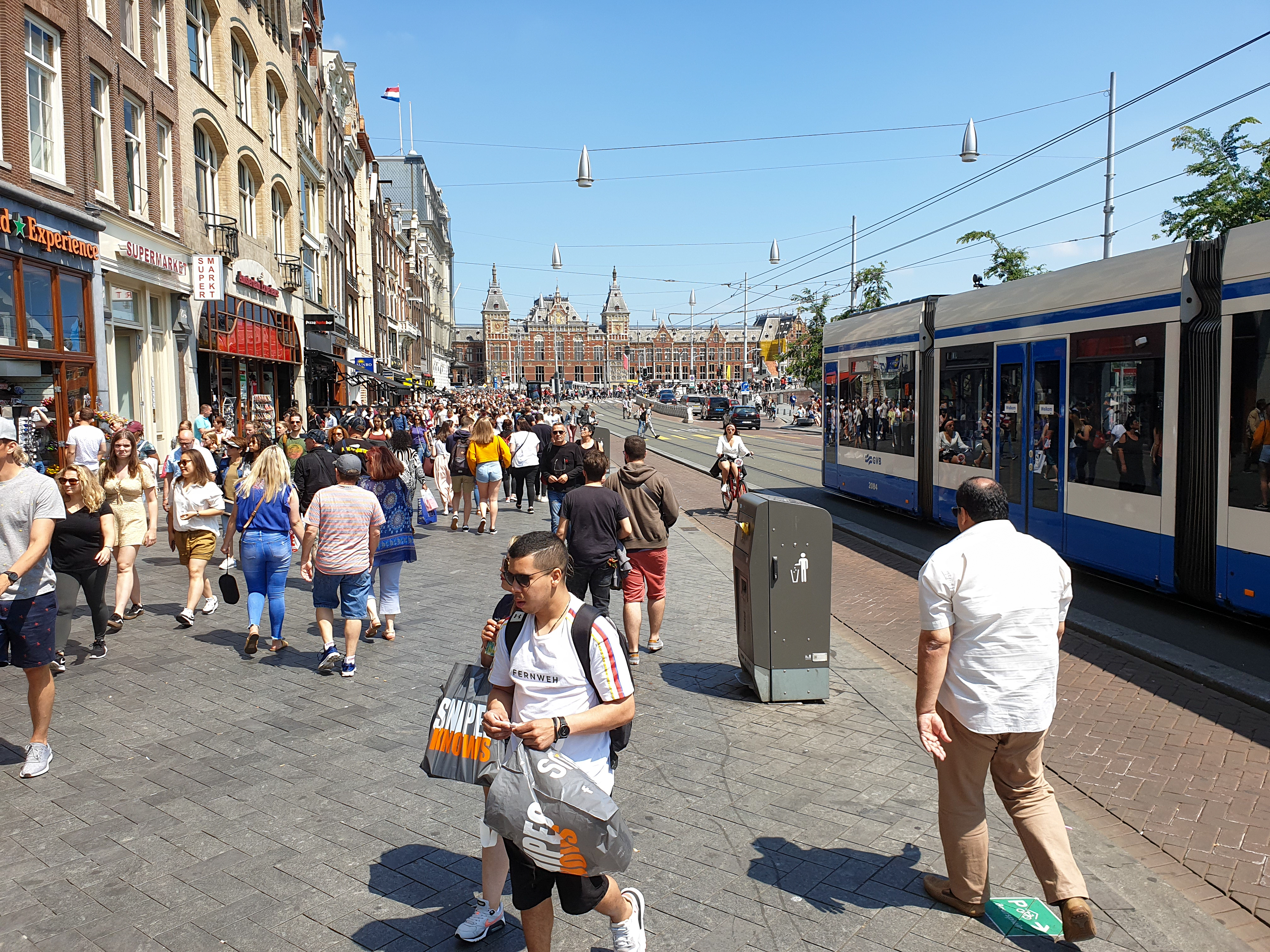
Turisták tömegei a városközpontban

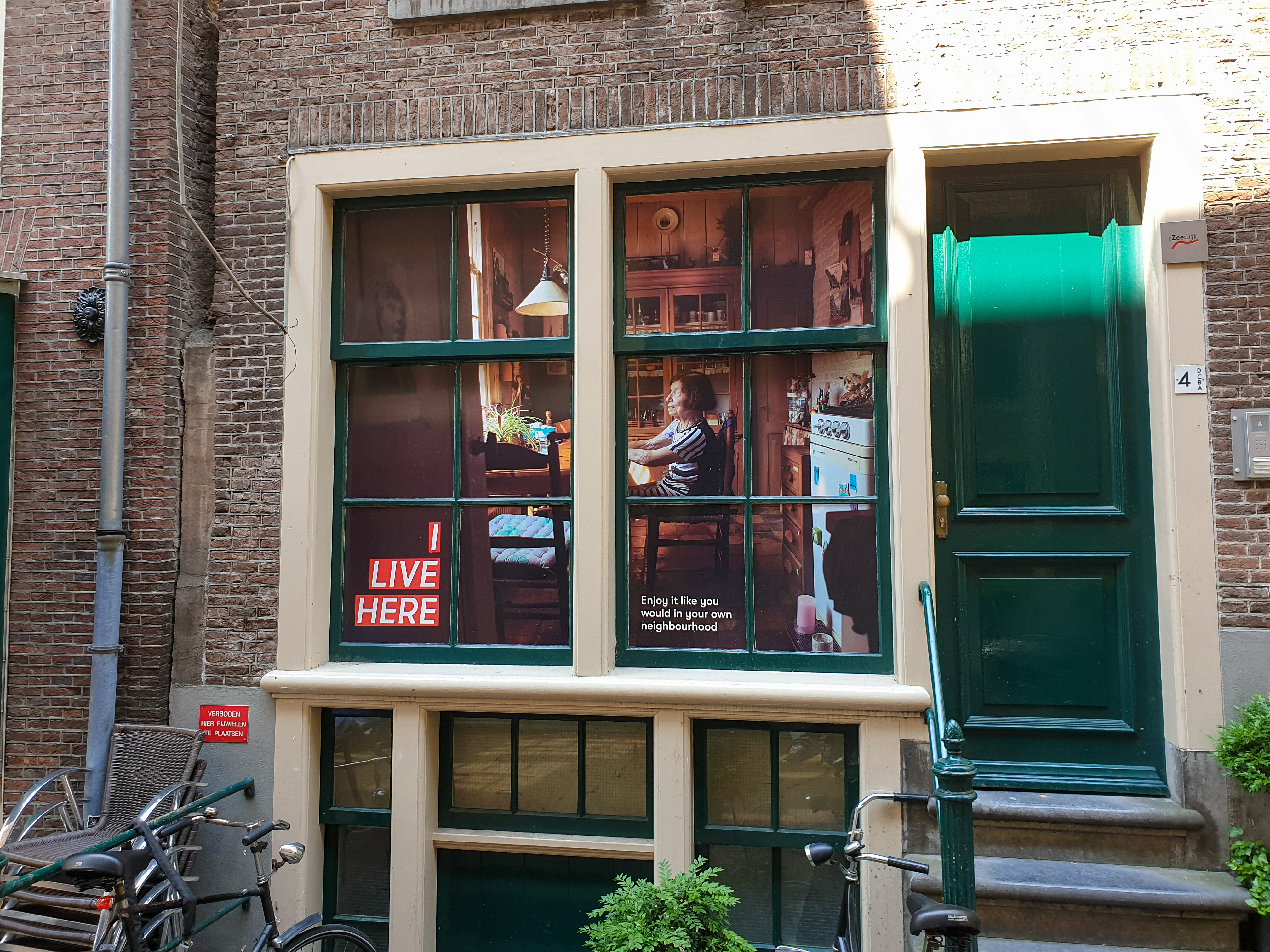
Egy lakó feliratban kér megértést a turistáktól

Amszterdam évtizedeken át fontos turisztikai célpont volt, de 2013 körül, a Rijksmuseum és a Stedelijk Museum újranyitása, valamint a globális idegenforgalom fellendülése nyomán a turisták száma robbanásszerűen megnőtt a városban. 
A belváros, a múzeumok, a piroslámpás negyed és a coffee shopok, ahol enyhe kábítószerek vásárolhatók és fogyaszthatók, nagy vonzerőt jelentenek. Számos más turisztikai célponthoz hasonlóan Amszterdamban is megjelent „túlturizmus” problémája, ami a Covid19-pandémia lezajlása után csak súlyosbodott.

## Fordítás
- Ez a szócikk részben vagy egészben  a   Geschiedenis van Amsterdam című holland Wikipédia-szócikk ezen változatának fordításán alapul.  Az eredeti cikk szerkesztőit annak laptörténete sorolja fel. Ez a jelzés csupán a megfogalmazás eredetét és a szerzői jogokat jelzi, nem szolgál a cikkben szereplő információk forrásmegjelöléseként.